# 基輔
基輔（烏克蘭語：Київ，羅馬化：Kyiv，發音：[ˈkɪjiu̯] ⓘ）位于乌克兰中北部第聂伯河中游，為乌克兰首都、基輔州首府及國內第一大城市，2021年時人口為296萬。當今基輔是東歐重要的工業、科學、文化及教育中心，也是許多高科技產業、高等教育機構和歷史建築的所在地，擁有廣泛的基礎設施和高度發達的公共交通系統，如基輔地鐵。
基輔的名稱來自「基伊」，傳說中這座城市的建立者之一（基伊、謝克和霍里夫三兄弟和他们的妹妹雷比迪）。基輔在5世紀時已是當地的商业中心，後逐漸成為東斯拉夫文明的中心，並在10世纪至13世紀成為基輔羅斯的首都。1240年12月的拔都入侵徹底摧毀了這座城市，使基輔失去過去數個世紀所獲得的政治影響力，沙皇地位後來也由移居到莫斯科的羅斯人取代。加上後來強盛鄰國的興起，一度使得這裡成為這些大国的邊境重鎮（立陶宛大公國、波兰立陶宛联盟、俄羅斯帝國）。
19世紀末，基輔因俄羅斯帝國的工業革命而再度興起。基輔在經歷1917年俄國革命引發的動盪時期後，自1921年起成為烏克蘭蘇維埃社會主義共和國的重要城市，1934年後取代哈爾科夫成為首都。苏德战争期間，基輔在1941年7月7日－9月26日的基辅战役中被纳粹德国国防军占领，1943年10月被苏联红军反攻占领，戰後并迅速发展成為蘇聯第三大城市。
在20世紀80年代末隨著東歐社會主義國家局勢的持續動蕩，當時仍作爲蘇聯加盟共和國成員的烏克蘭在1991年12月1日舉行並通過了獨立公投，接著於同月8日與俄羅斯及白俄羅斯簽訂《別洛韋日協議》後，正式獨立。基輔也隨即成為獨立的烏克蘭共和國首都。在烏克蘭向市場經濟和代議民主轉型的過程中，基輔一直是烏克蘭最大和最富有的城市，儘管在蘇聯解體後其依賴軍備的工業產出下降，對當地科學技術產生不利影響，但服務和金融等新興經濟部門促進了基輔工資和投資的增長，並為住房和城市基礎設施的發展提供了持續的資金。基輔成為烏克蘭最親西方的地區；主張與歐盟更緊密融合的政黨在選舉中占主導地位。2022年，基輔再度被入侵，唯烏軍最後成功擊退俄軍。

## 历史
基輔地區早在於舊石器時代晚期即有人類居住，構成了所謂的克克塔尼文化的一部分。在早期鐵器時代，某些部落在基輔附近定居，經常與斯基泰人和黑海北部沿岸的古代國家進行土地耕作、畜牧業和貿易。從2至4世紀羅馬硬幣的發現表明該文化曾與羅馬帝國東部省份有過貿易關係，特里皮利亚文化的人民被視為是後來建立基輔的古代斯拉夫人直系祖先。

### 成立
學者們仍在爭論這座城市的成立時間：傳統的建城日期是公元482年，因此這座城市在1982年慶祝了其1500週年紀念日。考古數據表明這座城市的建城時間為六世紀或七世紀， 一些研究人員其成立時間可追溯到9世紀末。
基輔成立的確切時間尚不清楚，從6世紀開始，該地區就存在分散的斯拉夫人定居點，但尚不清楚其中一處是否發展為當前的城市。在托勒密的世界地圖上，沿著鮑里斯提尼河的中游有幾個定居點，其中有一處被稱為Azagarium的地區，被一些歷史學家認為是基輔的前身。之後基輔所在的區域曾是可萨人驻军地方，公元882年，第一个东斯拉夫民族国家基辅罗斯在第聂伯河河畔的基辅建立。988年全市改宗东正教，往后两个世纪通过欧亚贸易逐渐繁荣起来，被称为第聂伯河上的“帝王之城”。1240年12月6日，蒙古帝國大將拔都率領的蒙古远征軍攻占基辅，其后成为蒙古金帳汗国的一个重要城市。1362年，立陶宛大公国軍隊擊敗烏克蘭地區的金帳汗國軍隊（蒙古軍）並占领該城；后成为波兰立陶宛联邦的一部分；

### 俄羅斯宗主權
自1654年《佩列亞斯拉夫爾條約》簽訂以來，基輔一直被俄羅斯軍隊佔領，自1667年《安德魯索沃停戰協定》起，基輔成為俄羅斯沙皇國的一部分，並享有一定程度的自治權。 波蘭與俄羅斯有關基輔的條約均未獲得批准。  在俄羅斯帝國，基輔是主要的基督教中心，吸引著朝聖者，也是帝國許多最重要的宗教人物的搖籃，但直到19世紀，這座城市的商業重要性仍然微乎其微。
1686年归于沙皇俄国。
1834年，俄羅斯政府建立了聖弗拉基米爾大學，現名為国立基辅塔拉斯谢甫琴科大学，以烏克蘭著名詩人塔拉斯·舍甫琴科命名（舍甫琴科曾擔任地理系的實地研究員和編輯）。 聖弗拉基米爾大學醫學院於1919年至1921年蘇聯時期分離為獨立機構，1995年更名為博戈莫列茨國立醫科大學。
在18世紀和19世紀，俄羅斯帝國陸軍和教會當局主宰了城市生活；俄罗斯正教会參與了基輔基礎設施和商業活動的重要部分。
隨著烏克蘭逐漸喪失自治權，基輔在19世紀通過俄羅斯移民、行政行為和社會現代化經歷了日益俄羅斯化。20世紀初，講俄語的部分人口在市中心占主導地位，而居住在郊區的下層階級則在很大程度上保留了烏克蘭民俗。然而，烏克蘭族貴族、士兵中的狂熱者，商人試圖通過秘密印刷書籍、業餘戲劇、民間研究等方式保護基輔的本土文化。
19世紀末俄羅斯工業革命期間，基輔成為俄羅斯帝國重要的貿易和運輸中心，專門通過鐵路和第聶伯河出口糖和穀物。到1900年，該市已成為重要的工業中心，人口達25萬。 這一時期的地標包括鐵路基礎設施、眾多教育和文化設施的基礎以及著名的建築古蹟（主要是面向商人的）。1892年，俄羅斯帝國第一條有軌電車線路在基輔開始運營（世界第三條）。基輔在19世紀末俄羅斯帝國的工業革命期間繁榮發展，成為帝國第三重要的城市和西南部的主要商業中心。

### 蘇聯時代
在1917年俄国革命之後的動盪時期，基輔連續成為幾個烏克蘭國家的首都，並陷入了幾次沖突：第一次世界大戰，德國士兵從1918年3月2日到1918 年11 月占領基輔，1917年至1922年的俄国内战，以及1919年至1921年的波蘇戰爭。1919年的最後三個月，基輔間歇性地被俄国白军控制。從1918年底到1920年8月，基輔易手十六次。
1917年3月俄罗斯帝国二月革命之后，基辅遂于翌年成为独立的乌克兰人民共和国国家首都。
1934年，基輔成為乌克兰苏维埃社会主义共和国的首都。 在蘇聯工業化時期，這座城市再次繁榮，人口迅速增長，許多工業巨頭成立，其中一些至今仍存在。
1941年7月7日至9月26日的基辅战役之后被纳粹德国国防军占领。1943年10月苏军解放基辅。1945年之后，苏联政府授予基辅以“英雄城市”的称号和金星勋章、列宁勋章，表扬该市人民在战争中的英勇奋战。
基輔在戰後經濟復甦，再次成為蘇聯第三重要的城市。1986年車諾比核電廠發生的災難性事故僅發生在城市以北100公里（62英里）處。然而盛行的南風將大部分放射線塵吹離了基輔。

### 独立
1991年，基辅局势动荡，乌克兰脱离苏联独立，该市成为乌克兰的首都，在2004年至2005年期間，基輔舉辦了迄今為止最大規模的後蘇聯公眾示威活動，以支持橙色革命。從2013年11月到2014年2月，基輔成為烏克蘭親歐盟示威運動的主要地點。
2022年，由於俄羅斯軍隊全面襲擊烏克蘭，基輔出現大規模的疏散人潮，首都基輔地鐵免費開放，地鐵站將作為防空洞使用。

## 地理

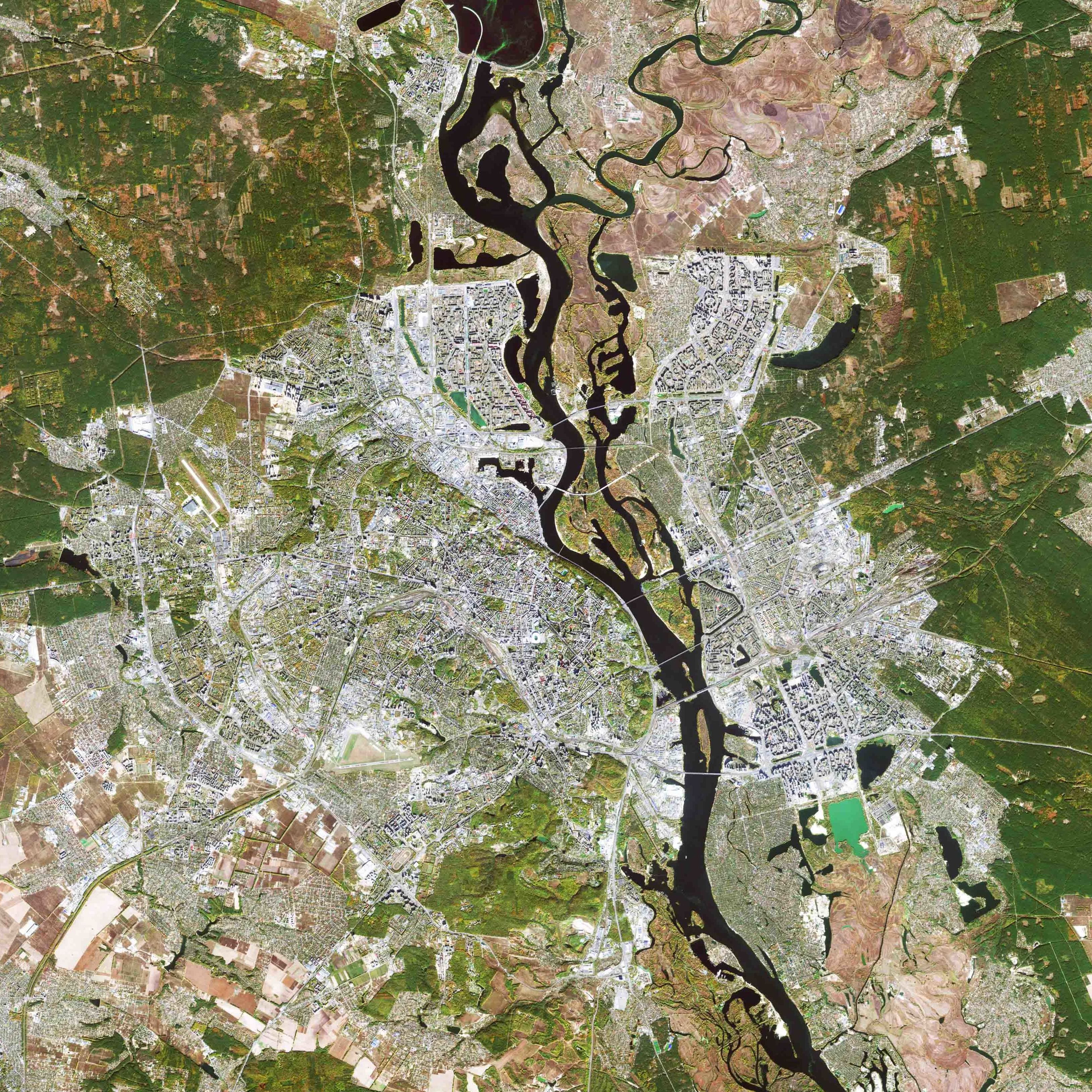
哨兵2号所攝的基輔與第聶伯河

地理上，基輔屬於波利西亞生態區（歐洲混合林一部份）。然而，這座城市有著與周圍地區不同的獨特景觀。
基輔位於第聶伯河兩岸，該河往南流入黑海。基輔的舊右岸（西側）以茂密林丘、溝壑和小河為主，屬於第聶伯河中游西側的第聶伯高地一部份。基輔從二十世紀開始擴展到第聶伯河左岸低地（東側）。
第聶伯河在市區內形成由支流、島嶼和港口所組成的分支系統。基輔北方與代斯纳河、基輔水庫毗鄰，南接卡尼夫水庫。第聶伯河與代斯納河在基輔皆可航行，但受到冬季結凍與水庫區禁止航運的限制。
基輔地區共有447處開放水域，包括第聶伯河、水庫、數條小河、數十座湖泊及人工池。總面積約7,949公頃。此外，全市有16處開發的海灘（共140公頃）和35處親水休閒區（佔地1,000多公頃）。不是所有水域都開放游泳。

### 氣候
基輔屬於大陸性濕潤氣候。最暖月為六至八月，平均溫度為攝氏13.8度至24.8度。最冷月為12月至二月，平均溫度為攝氏-4.6度至-1.1度。史上最高溫是1936年7月31日出現的攝氏39.4度。最低溫紀錄為1929年2月7日與9日的攝氏-32.2度。雪季約在11月中旬至3月，無霜期平均有180天，但最近幾年已超越200天。
| 基輔（1991年-2020年，極端 1881年-至今）                                                                                   | 基輔（1991年-2020年，極端 1881年-至今） | 基輔（1991年-2020年，極端 1881年-至今） | 基輔（1991年-2020年，極端 1881年-至今） | 基輔（1991年-2020年，極端 1881年-至今） | 基輔（1991年-2020年，極端 1881年-至今） | 基輔（1991年-2020年，極端 1881年-至今） | 基輔（1991年-2020年，極端 1881年-至今） | 基輔（1991年-2020年，極端 1881年-至今） | 基輔（1991年-2020年，極端 1881年-至今） | 基輔（1991年-2020年，極端 1881年-至今） | 基輔（1991年-2020年，極端 1881年-至今） | 基輔（1991年-2020年，極端 1881年-至今） | 基輔（1991年-2020年，極端 1881年-至今） |
| 月份 | 1月                                     | 2月                                     | 3月                                     | 4月                                     | 5月                                     | 6月                                     | 7月                                     | 8月                                     | 9月                                     | 10月                                    | 11月                                    | 12月                                    | 全年                                    |
| --- | --------------------------------------- | --------------------------------------- | --------------------------------------- | --------------------------------------- | --------------------------------------- | --------------------------------------- | --------------------------------------- | --------------------------------------- | --------------------------------------- | --------------------------------------- | --------------------------------------- | --------------------------------------- | --------------------------------------- |
| 历史最高温 °C（°F） | 11.1 (52.0)                             | 17.3 (63.1)                             | 22.4 (72.3)                             | 30.2 (86.4)                             | 33.6 (92.5)                             | 35.0 (95.0)                             | 39.4 (102.9)                            | 39.3 (102.7)                            | 33.8 (92.8)                             | 28.0 (82.4)                             | 23.2 (73.8)                             | 14.7 (58.5)                             | 39.4 (102.9)                            |
| 平均高温 °C（°F） | −0.8 (30.6)                             | 0.7 (33.3)                              | 6.5 (43.7)                              | 15.0 (59.0)                             | 21.1 (70.0)                             | 24.6 (76.3)                             | 26.5 (79.7)                             | 25.9 (78.6)                             | 20.0 (68.0)                             | 12.9 (55.2)                             | 5.3 (41.5)                              | 0.5 (32.9)                              | 13.2 (55.8)                             |
| 日均气温 °C（°F） | −3.2 (26.2)                             | −2.3 (27.9)                             | 2.5 (36.5)                              | 10.0 (50.0)                             | 15.8 (60.4)                             | 19.5 (67.1)                             | 21.3 (70.3)                             | 20.5 (68.9)                             | 14.9 (58.8)                             | 8.6 (47.5)                              | 2.6 (36.7)                              | −1.8 (28.8)                             | 9.0 (48.2)                              |
| 平均低温 °C（°F） | −5.5 (22.1)                             | −5.0 (23.0)                             | −0.8 (30.6)                             | 5.7 (42.3)                              | 10.9 (51.6)                             | 14.8 (58.6)                             | 16.7 (62.1)                             | 15.7 (60.3)                             | 10.6 (51.1)                             | 5.1 (41.2)                              | 0.4 (32.7)                              | −3.9 (25.0)                             | 5.4 (41.7)                              |
| 历史最低温 °C（°F） | −32.9 (−27.2)                           | −32.2 (−26.0)                           | −24.9 (−12.8)                           | −10.4 (13.3)                            | −2.4 (27.7)                             | 2.4 (36.3)                              | 5.8 (42.4)                              | 3.3 (37.9)                              | −2.9 (26.8)                             | −17.8 (0.0)                             | −21.9 (−7.4)                            | −30.0 (−22.0)                           | −32.9 (−27.2)                           |
| 平均降水量 mm（） | 38 (1.5)                                | 40 (1.6)                                | 40 (1.6)                                | 42 (1.7)                                | 65 (2.6)                                | 73 (2.9)                                | 68 (2.7)                                | 56 (2.2)                                | 57 (2.2)                                | 46 (1.8)                                | 46 (1.8)                                | 47 (1.9)                                | 618 (24.3)                              |
| 平均最大雪深 cm（） | 9 (3.5)                                 | 11 (4.3)                                | 7 (2.8)                                 | 0 (0)                                   | 0 (0)                                   | 0 (0)                                   | 0 (0)                                   | 0 (0)                                   | 0 (0)                                   | 0 (0)                                   | 2 (0.8)                                 | 5 (2.0)                                 | 11 (4.3)                                |
| 平均降雨天数 | 8                                       | 7                                       | 9                                       | 13                                      | 14                                      | 15                                      | 14                                      | 11                                      | 14                                      | 12                                      | 12                                      | 9                                       | 138                                     |
| 平均降雪天数 | 17                                      | 17                                      | 10                                      | 2                                       | 0.2                                     | 0                                       | 0                                       | 0                                       | 0.03                                    | 2                                       | 9                                       | 16                                      | 73                                      |
| 平均相對濕度（％） | 82.7                                    | 80.1                                    | 74.0                                    | 64.3                                    | 62.0                                    | 67.5                                    | 68.3                                    | 66.9                                    | 73.5                                    | 77.4                                    | 84.6                                    | 85.6                                    | 73.9                                    |
| 月均日照時數 | 42                                      | 64                                      | 112                                     | 162                                     | 257                                     | 273                                     | 287                                     | 252                                     | 189                                     | 123                                     | 51                                      | 31                                      | 1,843                                   |
| 平均紫外线指数 | 1                                       | 1                                       | 2                                       | 4                                       | 6                                       | 7                                       | 6                                       | 6                                       | 4                                       | 2                                       | 1                                       | 1                                       | 3                                       |
| 来源1：Pogoda.ru.net,Central Observatory for Geophysics (extremes) World Meteorological Organization (humidity 1981–2010) |                                         |                                         |                                         |                                         |                                         |                                         |                                         |                                         |                                         |                                         |                                         |                                         |                                         |
| 来源2：Danish Meteorological Institute (sun, 1931–1960) and Weather Atlas                                                 |                                         |                                         |                                         |                                         |                                         |                                         |                                         |                                         |                                         |                                         |                                         |                                         |                                         |

## 政府

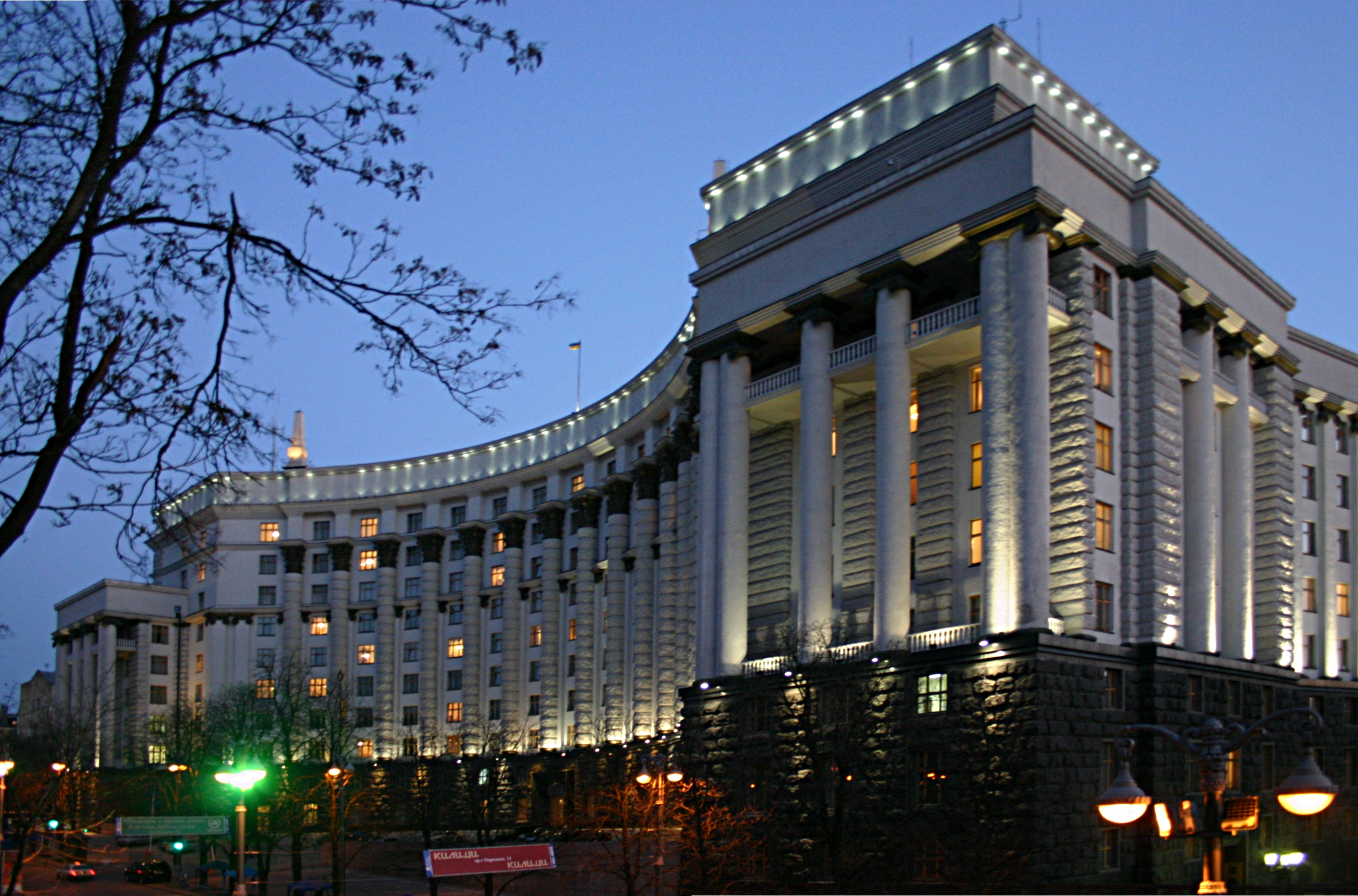
烏克蘭政府大樓

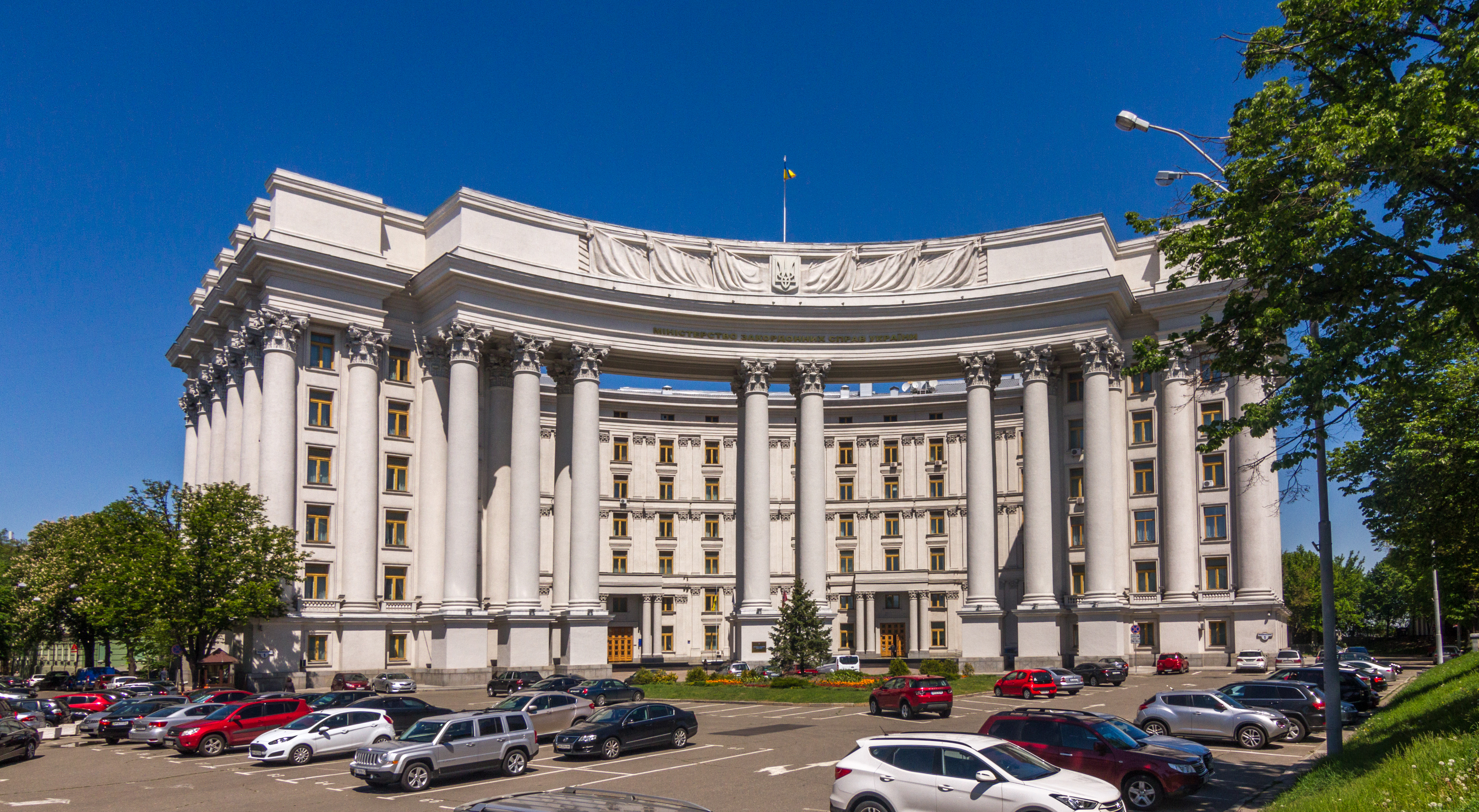
乌克兰外交部

基輔在法律上相對於烏克蘭其他行政區擁有其特殊地位。最明顯的地方是，基輔市跳過省級層級的基輔州，直接由國家層級的烏克蘭政府所管轄。此外，基輔市長是市政的最高首長，同時也是市議會主席，由直選產生，而非指派，市政機構的自治層級也高於烏克蘭其他地區。
國家政府的主要建築大多位於格魯舍夫斯基大街和學院街。格魯舍夫斯基大街以烏克蘭院士、政治家、歷史學家和政治家米哈伊爾·格魯舍夫斯基的名字命名，以國家政府為中心所劃定的區域也非正式地稱為政府區（урядовий квартал）。
基輔市政府和議會位於赫雷夏蒂克街的基輔市議會大樓內。州政府和議會則位於基輔州議會大樓內（列霞·烏克蘭卡廣場旁）。基輔-斯維亞托申區州政府位於勝利大道附近。

### 行政區劃

基輔十行政區

1810年，基輔分為四區：佩切尔斯克、基輔老城和波迪爾第一、第二區。1833至1834年，根據沙皇尼古拉一世的詔令，基輔分為六區，之後增為十區。1917年，基輔共有8個區議會（杜馬），之後布爾什維克重組為6區。
蘇聯時期，市區不斷擴張，區數目也不斷增加。各區名稱通常以蘇聯共黨領袖命名，隨著政治情勢變化，領導人被推翻，區名也隨之更改。
2001年，政府將14區縮減為10區。
在奧梅利琴科（1999年至2006年）擔任市長期間，考慮將基輔重新劃分並縮編為7行政區。在2006年新市長列昂尼德·切爾諾維茨基上任後，這些計畫持續進行。

#### 正式行政區
在行政上，基輔下分為「區」（Район，Raion），設有民選地方政府並擁有部分事務的管轄權。目前共有十區：
- 達爾尼察區（Дарницький район）
- 斯納區（Деснянський район）
- 第聶伯區（Дніпровський район）
- 霍洛西伊夫區（Голосіївський район）
- 奧博隆區（Оболонський район）
- 佩切爾斯克區（Печерський район）
- 波迪爾區（Подільський район）
- 舍甫琴科區（Шевченківський район）
- 索洛米揚卡區（Солом’янський район）
- 斯維亞托申區（Святошинський район）

#### 非正式行政區
第聶伯河將基輔分為左岸與右岸地區。基輔原來是位於西邊的右岸地區，直到二十世紀才擴展至左岸。多數景點，及大部分企業和政府機構是位在右岸。東邊的左岸以住宅區為主。左右兩岸皆有大型工業區及綠地。
基輔可進一步分為歷史或地方社區，人口從5,000至100,000人不等。

## 人口統計

### 歷史人口

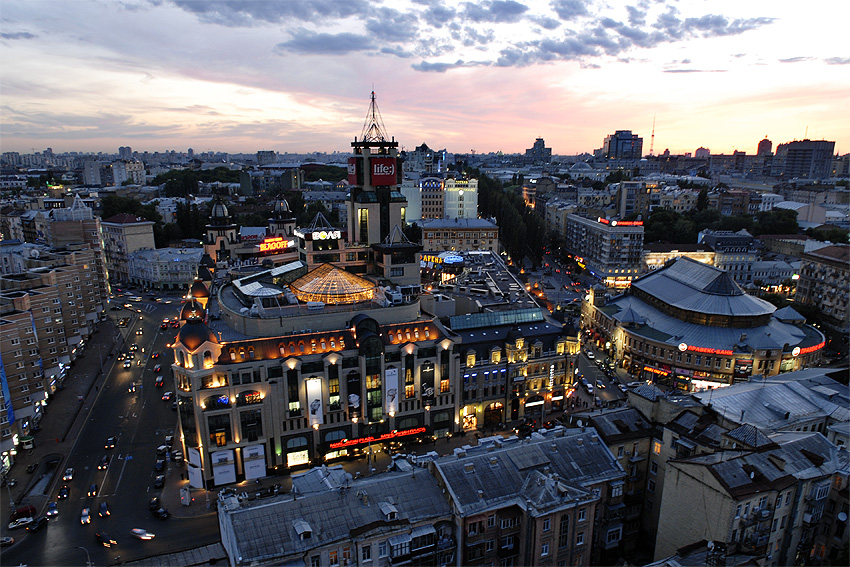
基輔在黃昏時的天際線（攝於2008年）

根據2001年12月5日的第一次烏克蘭人口普查，基輔人口為2,611,300人。男性約有1,219,000人，佔全市人口46.7%，女性有1,393,000人，佔全市人口53.3%。與先前普查（1989年）相比，顯示出全國都有的人口老化問題，抵銷了部分遷入的工作年齡人口。2007年4月，基輔人口估計為270萬人。但有許多報告的人口估計更高。例如，市內麵包產品銷售總量（包括臨時旅客和乘客）可提供給至少350萬人（2007年6月），到了2021年5月，基輔的人口約有2,962,180人。

### 民族構成
普查資料顯示，基輔市內有超過130個種族或民族定居。烏克蘭人是基輔最大的民族，約有2,110,800人，占全市人口82.2%。俄羅斯人有337,300人（13.1%）、猶太人17,900人（0.7%）、白俄羅斯人16,500人（0.6%）、波蘭人6,900人（0.3%）、亞美尼亞人4,900人（0.2%）、亞塞拜然人2,600人（0.1%）、韃靼人2,500人（0.1%）、格鲁吉亚人2,400人（0.1%）、摩爾多瓦人1,900人（0.1%）。烏克蘭語與俄語是市內最普遍的語言。儘管在市中心，烏克蘭人人口將近俄羅斯人的三倍，但俄語在市中心卻是更為普遍的語言。根據2006年調查，23%的基輔居民在家中使用烏克蘭語，52%使用俄語，24%兩者皆使用。有1,069,700位居民的學歷在中等教育以上，自1989年以來大幅成長21.7%；此數據在2014年之後有重大改變，烏克蘭人開始將俄語視爲敵人的語言，國内尤其是基輔人有不少轉用烏克蘭語或逐步由俄語轉到烏俄語。

#### 猶太人
基輔的猶太人在10世紀的一封信中首次被提及。直到19世紀，該地的猶太人口仍然相對較少。猶太人曾在該地經歷了多次大屠殺，其中以1882年與1905年的事件最為嚴重，導致數百名猶太人死亡和受傷，在第一次世界大戰前夕，該市的猶太人口超過81,000人。1939年，基輔約有 224,000 名猶太人，其中一些人在1941年6月蘇德戰爭之前逃離了這座城市。1941年9月29日至30日，近34,000名基輔猶太人在黨衛隊、特遣隊、德國國防軍的單一行動中遭到殺害，即娘子谷大屠殺。 
二戰結束後，部分猶太人返回基輔居住，但在1945年9月又經歷了一次大屠殺。在21世紀，基輔的猶太社區人數約為20,000人。該市目前設有兩個主要的猶太教堂：大合唱猶太教堂和布羅茨基合唱猶太教堂。

### 語言
基輔通用烏克蘭語和俄語，大約有75%的基輔人口對2001年人口普查的問題中，將母語視為烏克蘭語，25%的人口則將俄語視為母語，根據2006年的一項調查，23%的基輔人在家使用烏克蘭語，52%使用俄語，24%能夠在兩者之間轉換。
根據1897年的人口普查，在基輔大約240,000人中，大約56%的人口說俄語，23%的人說烏克蘭語，13% 的人說意第緒語，7% 的人說波蘭語，1% 的人說白俄羅斯語。國際共和學會在2015 年的一項研究發現顯示，基輔家庭使用的語言是烏克蘭語（27%）、俄語（32%）以及烏克蘭語和俄語的同等組合（40%）。

## 經濟
與大多數首都城市一樣，基輔是烏克蘭經濟、文化、交通等眾多領域的樞紐中心。它是烏克蘭人口最大的城市，因此擁有最高水平的商業活動。在2010年1月1日，基輔註冊的商業公司就約有 238,000家。官方數據顯示自2004年到2008年，基輔的經濟遠超過了全國其他地區，年均增長11.5%。在2007年開始的全球金融危機之後，基輔經濟在 2009年經歷了嚴重挫折，GRP收縮了約13.5%。[儘管經濟活動的跌幅創歷史新高，但整體比較烏克蘭的下降幅度要小1.6%。與烏克蘭其他地區一樣，基輔的經濟在2010年和 2011年有所恢復。基輔是一個中等收入城市，其物價指數與許多美國中型城市相當（即遠低於西歐）。
由於基輔提供該國龐大而多樣化的基礎職業，並且不依賴於任何單一企業和/或公司，因此該城市的其失業率歷來相對較低——2005－2008年僅為3.75%。事實上，儘管失業率在2009年躍升至7.1%，但仍遠低於全國約9.6%的平均水平。截至2019年7月，基輔的平均月淨薪水達到16,249格里夫納（約560歐元/630美元）。
除了作為商業中心，基輔也是該國最大公司總部的所在地，如烏克蘭石油天然氣公司、Enerhorynok和基辅之星等企業。2010年，該市佔全國零售額的18%和所有建築的24%。房地產也是基輔經濟的主要職業之一，市中心公寓的平均價格為該國最高，也是東歐最高。基輔在商業地產方面也名列前茅，不僅擁有烏克蘭最高的辦公樓，以及一些烏克蘭最大的購物中心都位於此地。
2011年5月，基輔當局提出了一項15年發展戰略，要求到2025年吸引多達820億歐元的外國投資，以實現城市交通和公用事業基礎設施的現代化建設。

## 文化

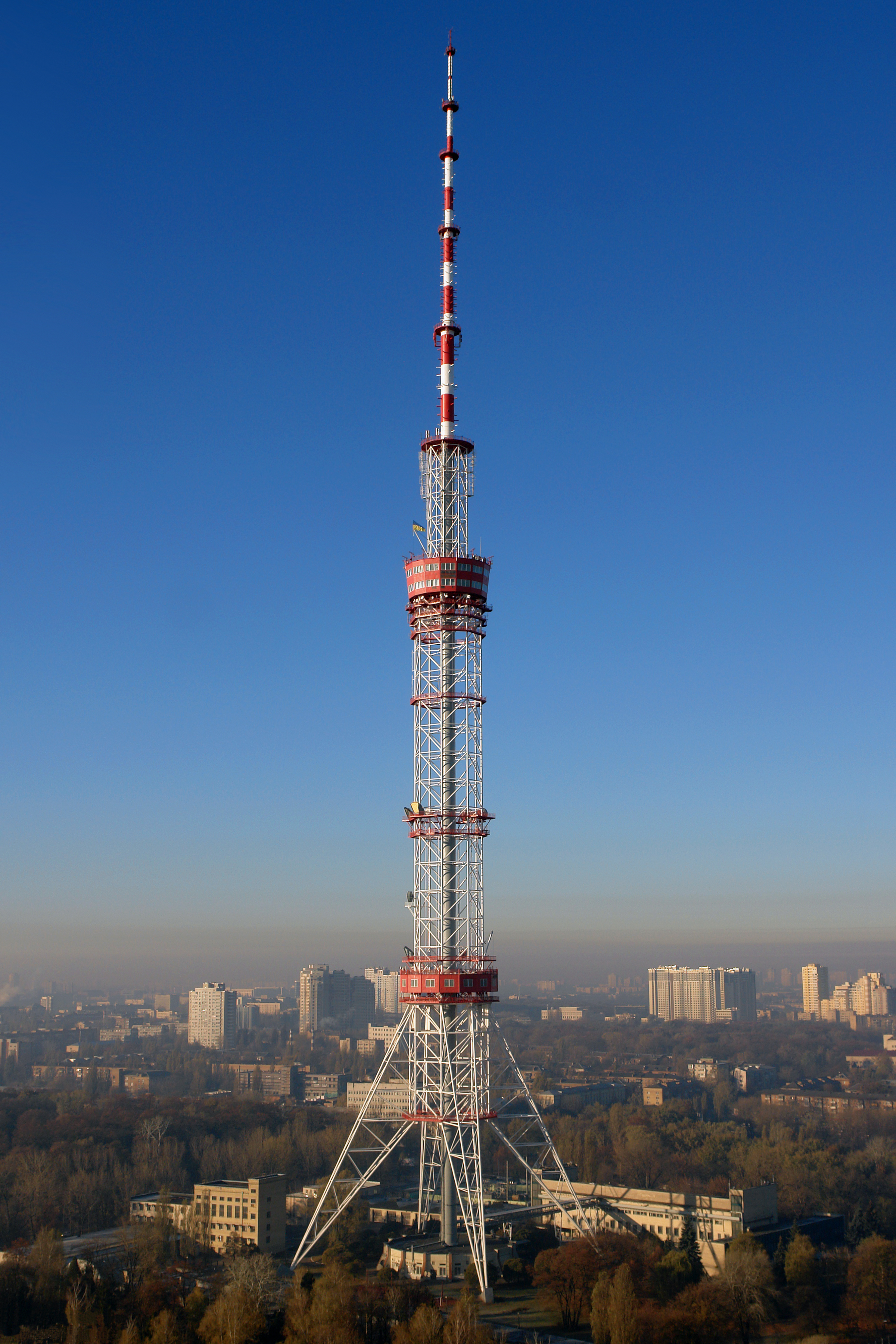
基輔電視塔

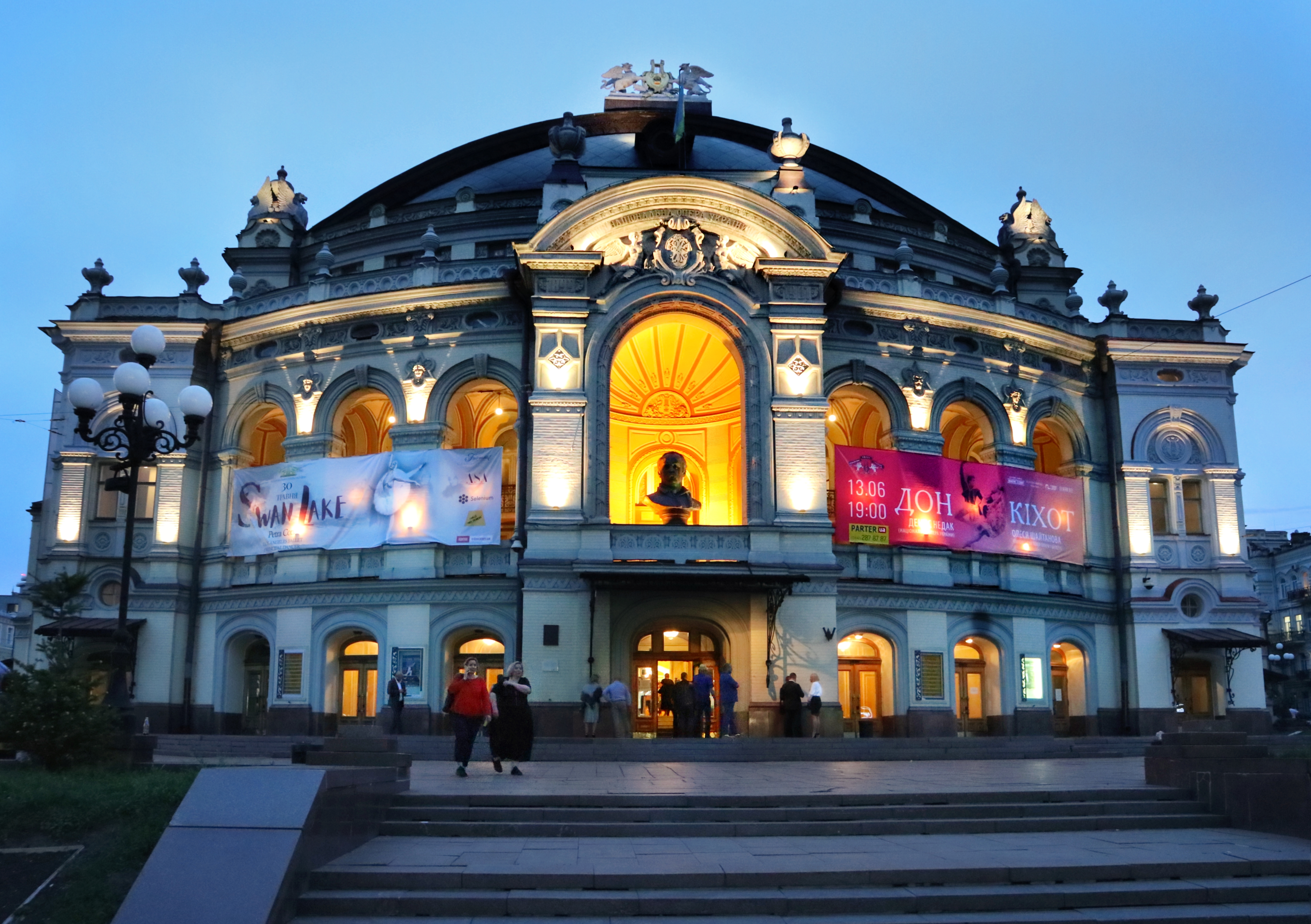
基輔國家歌劇院

基輔是東斯拉夫民族的歷史文化中心、羅斯基督教化的搖籃，幾世紀以來基輔一直維持它在文化上的重要性，並且是東正教的重心。基輔洞穴修道院，以及可能是最為知名的聖索菲亞大教堂等聖地在數世紀以來吸引了眾多朝聖者，並被聯合國教科文組織列為世界遺產，直到今日仍是重要宗教場所及著名景點。上述兩地也被列為烏克蘭七大奇景之一。
現代基輔從商店建築，到居民本身，都可見到新舊融合現象。在經歷過1970年代與90年代中期的人口快速成長後，基輔人口在邁入21世紀後依然持續的增長。因此，基輔「市中心」散布著新穎、摩登的建築，與淡黃、藍色、灰色的老舊公寓形成對比。城市擴展逐漸減緩，但郊區人口密度上升。房地產最昂貴的地區在佩切尔斯克與河臘沙機地區。哈爾科夫斯基地區或奧博隆區的第聶伯河沿岸也是高價地帶。
進入千禧年後，基輔開始出現了變化。西式住宅大樓、現代夜總會、別緻的餐廳及知名酒店進駐市中心。歐洲與北美的音樂開始攻占烏克蘭音樂排行榜。最重要的是2005年簽證規定的鬆綁，烏克蘭將自己定位為主要的旅遊勝地，基輔等各大城市在機會中尋求利益。基輔市中心已進行清理，建築也重新整修，特別是在河臘沙機地區與獨立廣場。基輔許多歷史地區，如安德烈斜坡，成為流行的攤販聚集地，人們在那裏可以找到傳統烏克蘭藝術品、宗教物品、書籍、遊戲盒（多數是西洋棋）和珠寶。
基輔也被稱為綠色城市，擁有兩座植物園及眾多公園。該市最為醒目的綠色景觀是沿著第聶伯河右岸，較未發展的綠色山丘。最具特色的是歐洲七葉樹。在各個島嶼中，Venetsianskyi（或水上公園Hidropark）是發展度最高的島嶼。該地有一座遊樂園、數座海水浴場、出租小艇和夜總會。勝利公園（Park Peremohy）位於Darnytsia地鐵站附近，是散步、慢跑和騎自行車的熱門目的地。划船、垂釣、水上運動也是受歡迎的活動。由於當地的湖泊與河川在冬季時會結冰，因此冰釣釣客十分常見，小孩也會趁機前去溜冰。然而在炎熱的夏季，白天最高氣溫有時達到30至34度，吸引了更多的群眾前往岸邊游泳或日光浴。基輔市中心（獨立廣場和赫列夏街）在夏季夜裡成為大型戶會派對場地，數以千計的群眾聚集在周圍的餐廳、俱樂部與戶外咖啡座。
基輔的農民市場有著各式各樣的農產品，其中以市中心的比萨拉比亚市场最為知名。每個住宅區都擁有自己的市場。人們在這裡可見到各式各樣的商品：蔬菜、新鮮或煙燻肉類、魚、乳酪、蜂蜜、乳製品、魚子醬、鮮花、家居用品、工具、五金器具和服裝。每個市場都有其獨特的產品組合，某些則形成專屬市場，如汽車、汽車零件、寵物、服裝、花卉等等。Petrivka地鐵站附近則有個知名的書市圖書市場。
2005年，由於烏克蘭女歌手魯斯蘭娜在前一年獲得歐洲歌唱大賽冠軍，因此基輔成為歐洲歌唱大賽50周年與2017年歐洲歌唱大賽的主辦城市。

#### 博物館

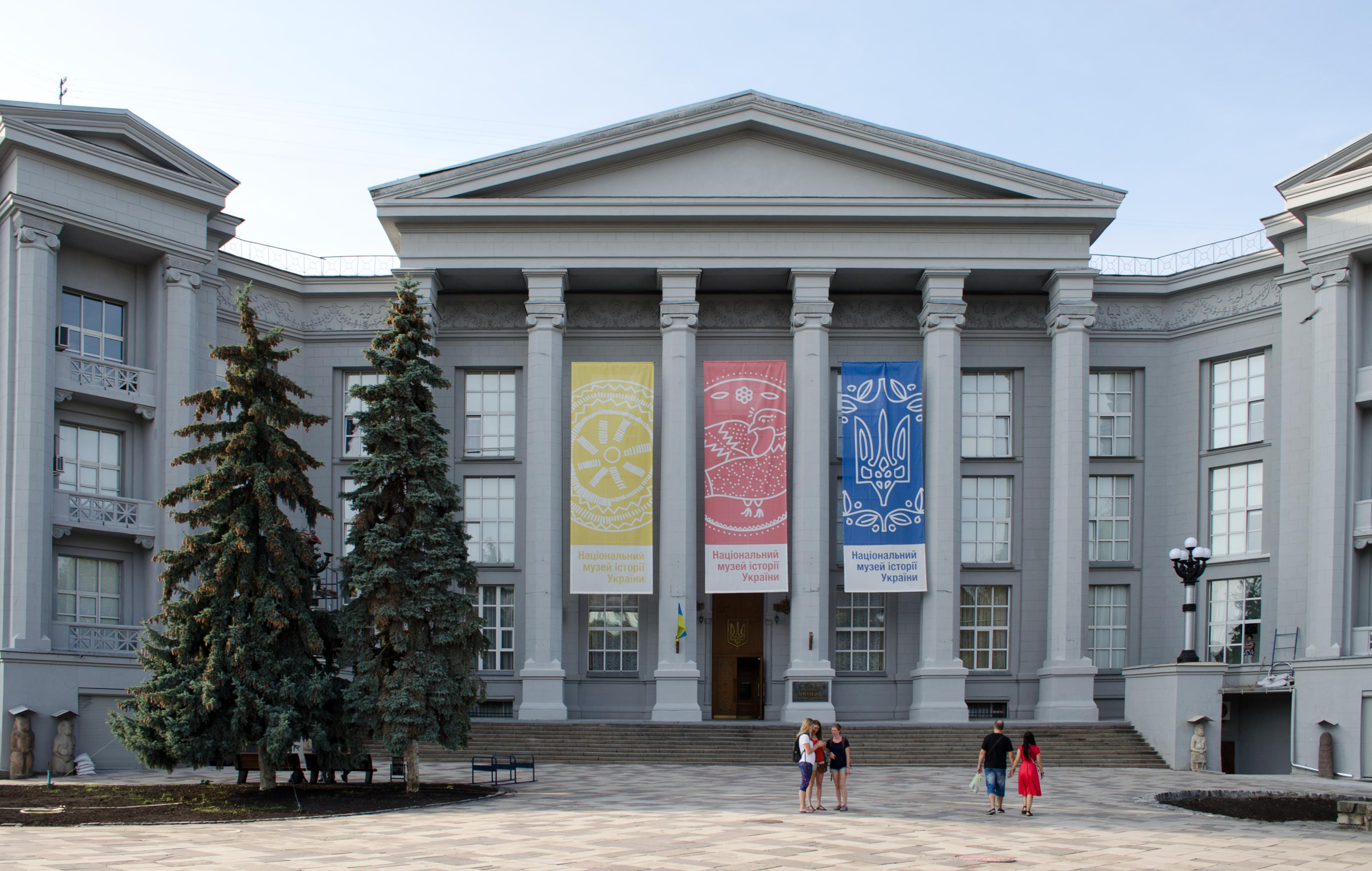
烏克蘭國立歷史博物館

基輔擁有大約40家不同的博物館。2009年共記錄430萬觀光客到訪博物館。乌克兰二战历史博物馆是一座紀念二戰東線的紀念建築群，位於佩喬爾斯克第聶伯河右岸的山丘上。基輔要塞是位於烏克蘭首都基輔的19世紀防禦工事建築，曾經屬於俄羅斯西部的要塞。這些結構是由俄羅斯軍隊在佩喬爾斯克附近建造的。一些建築物被修復並變成了一個名為基輔堡壘的博物館，而另一些則用於各種軍事和商業設施。
烏克蘭國家藝術博物館是一個致力於烏克蘭藝術的博物館。金門是古城牆內的一道城門，烏克蘭國立車諾比博物館既是紀念館，又是歷史中心，專門用於紀念 1986年車諾比核事故及其對烏克蘭人民、環境以及隨後對安全的態度的影響。在城市南郊、靠近佩羅希夫村莊的地方有座露天博物館，正式名稱為烏克蘭民俗建築與生活博物館，占地1.5平方公里。這地方設有數座「迷你村」，分別代表著烏克蘭各地的傳統農村建築。

### 建築

基輔的建築和具有重要歷史意義的遺址和紀念碑
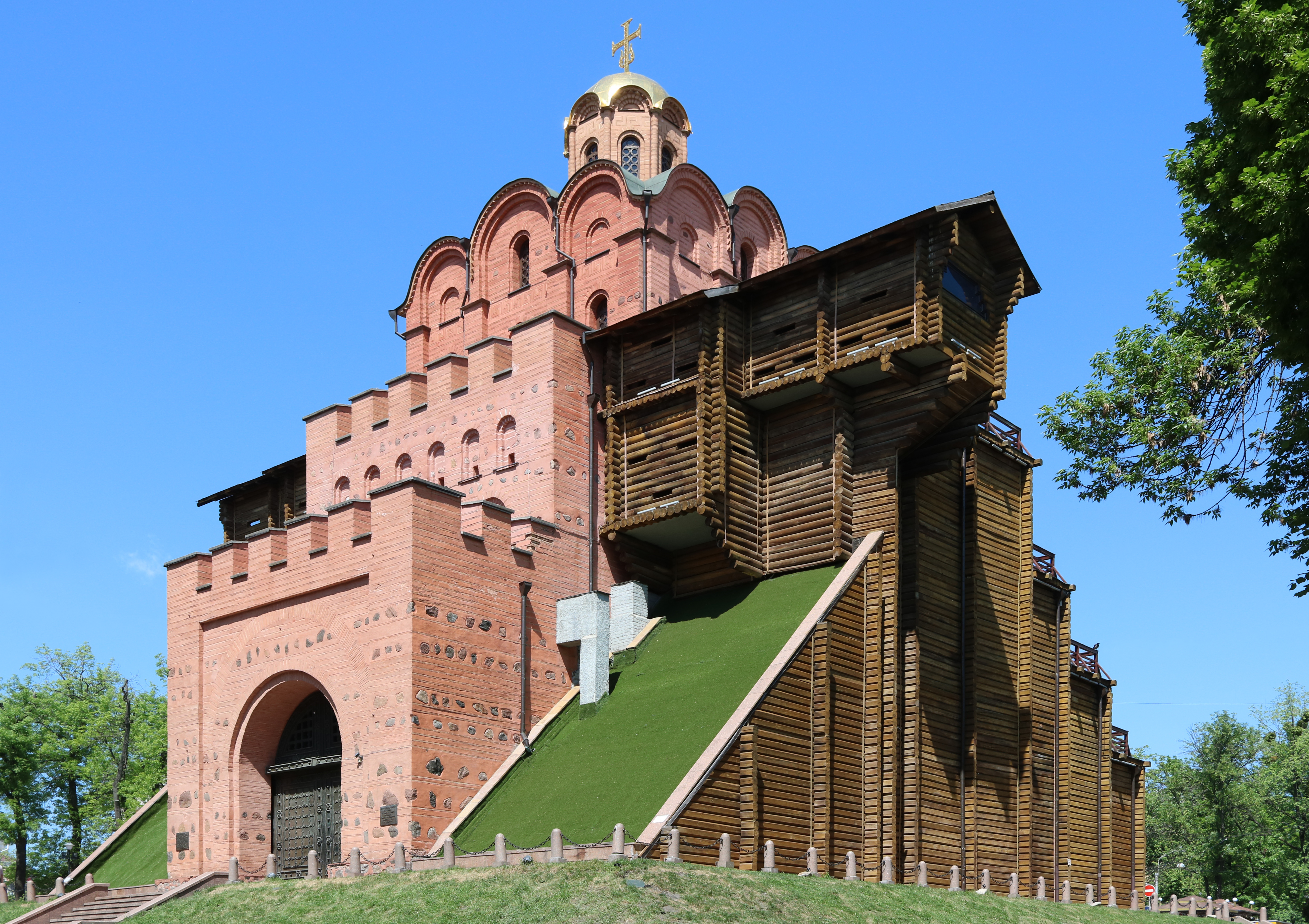
金门
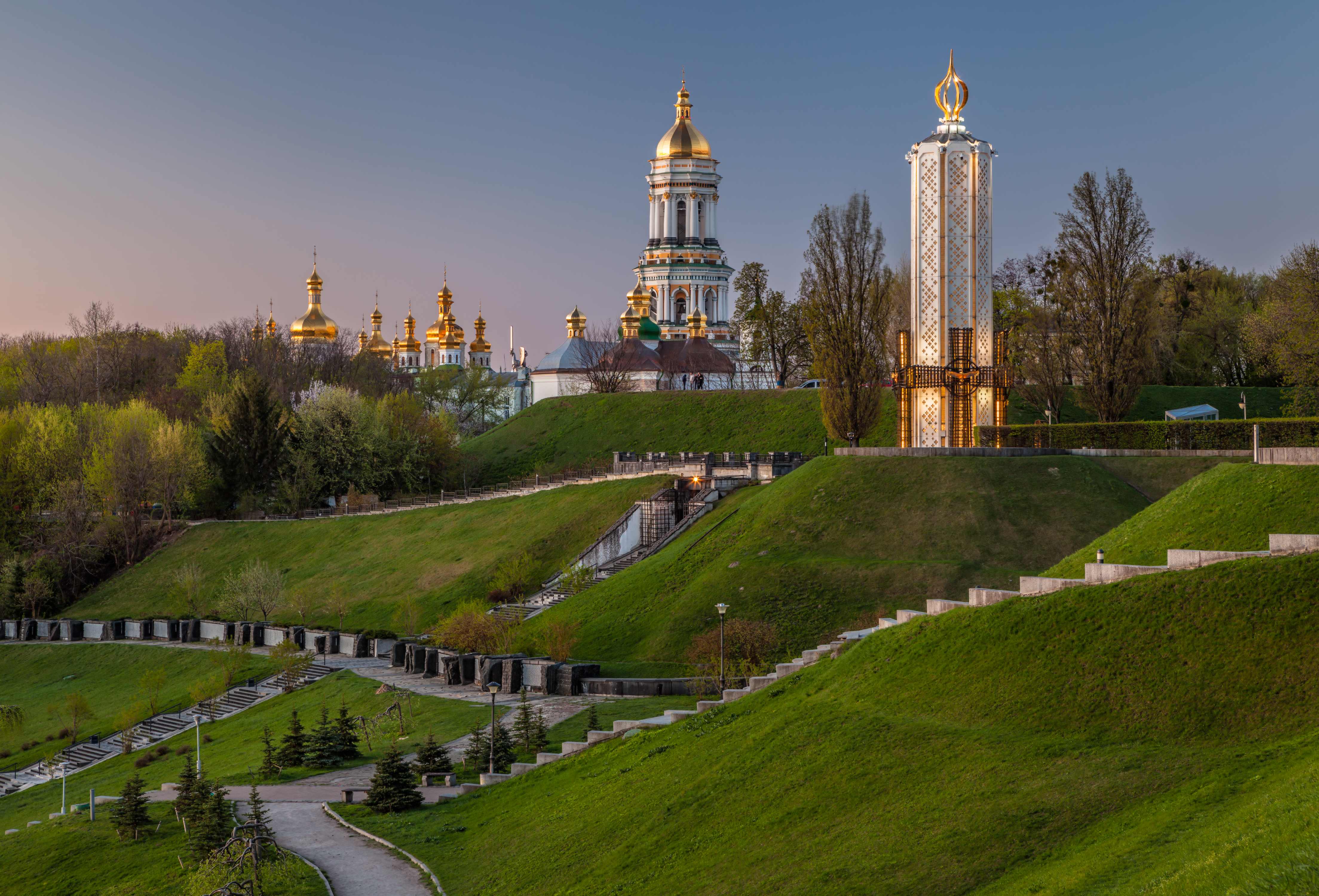
基輔洞窟修道院
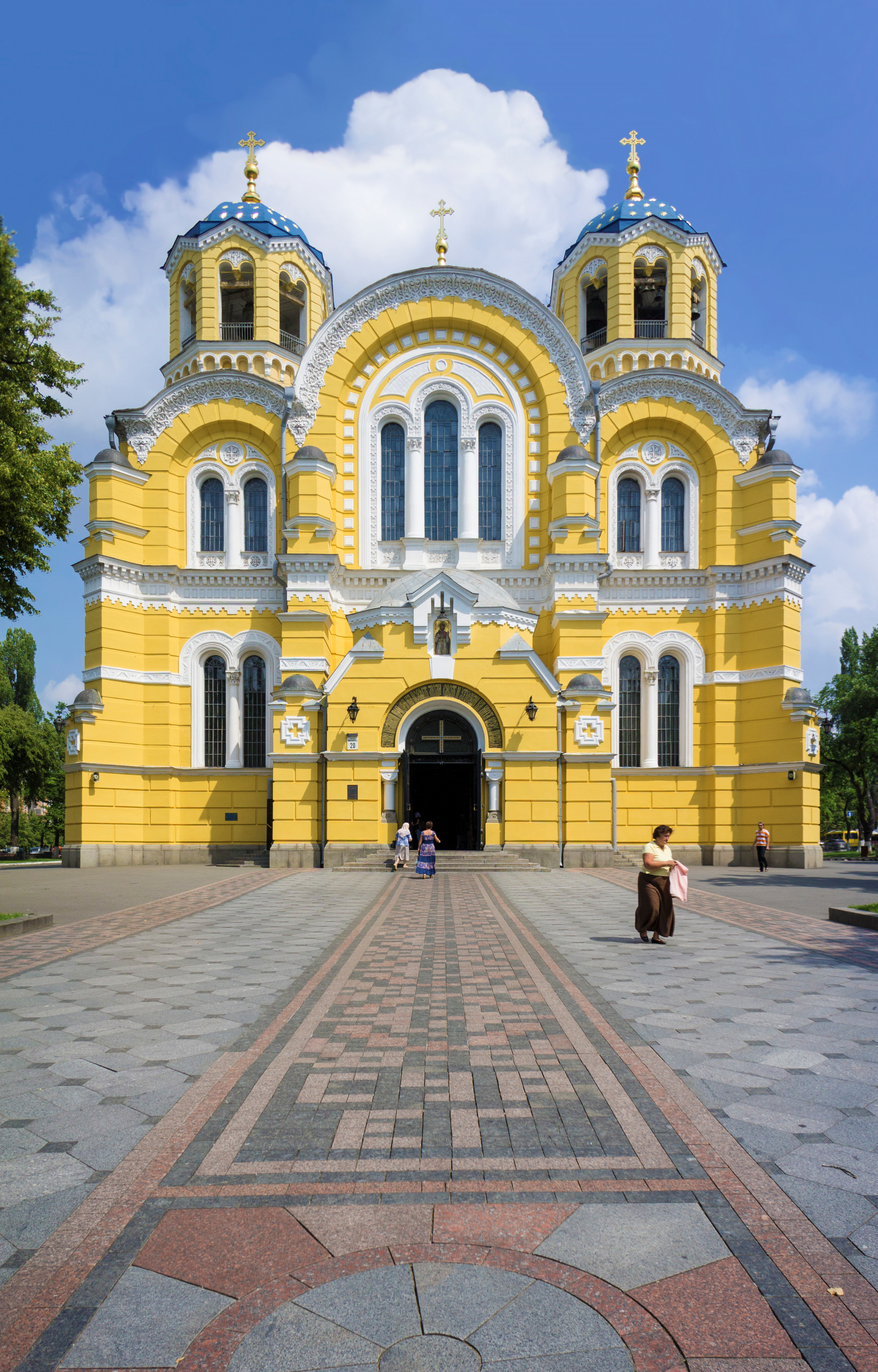
圣弗拉基米尔主教座堂
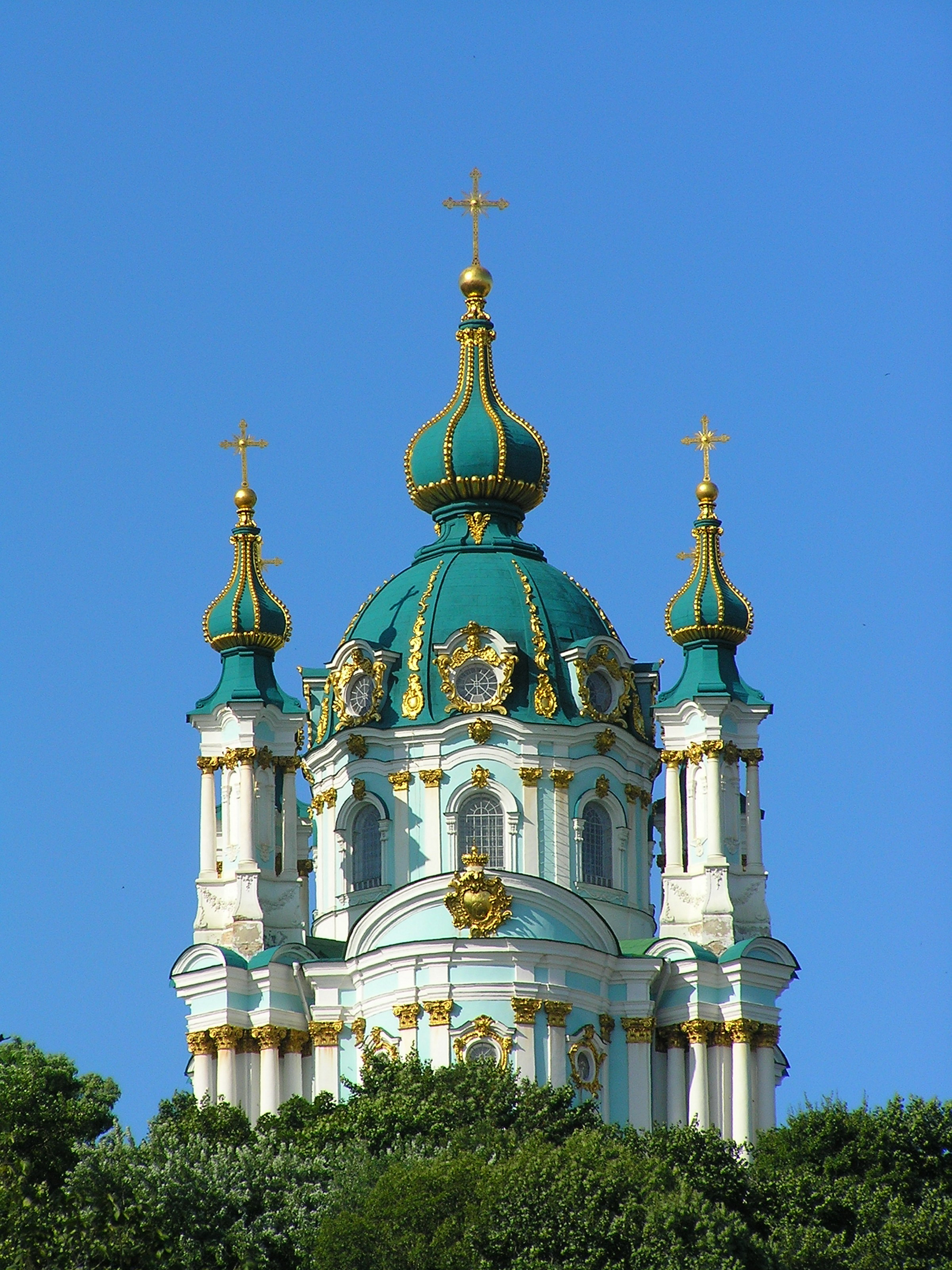
聖安德烈教堂
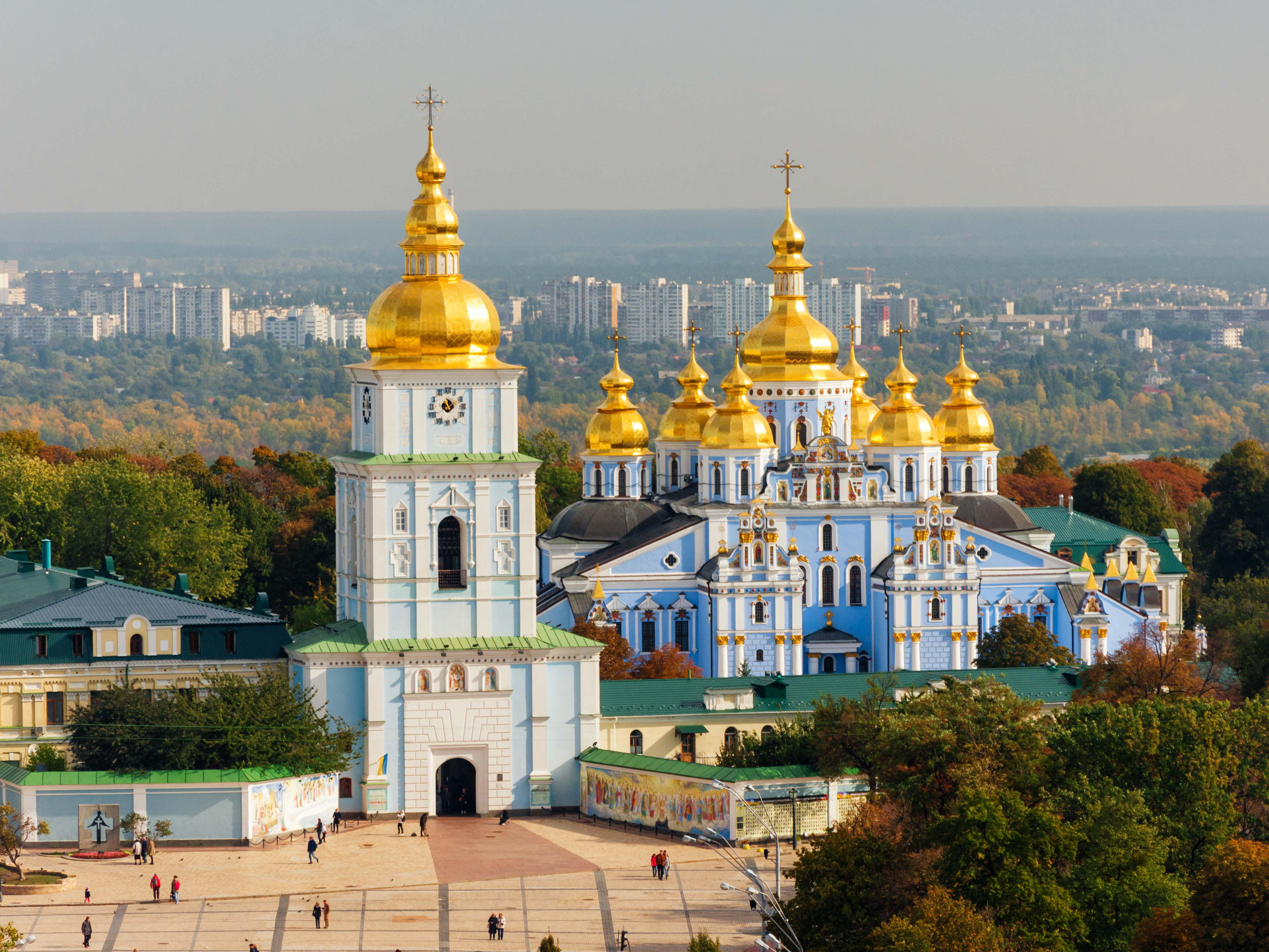
圣米迦勒金顶修道院
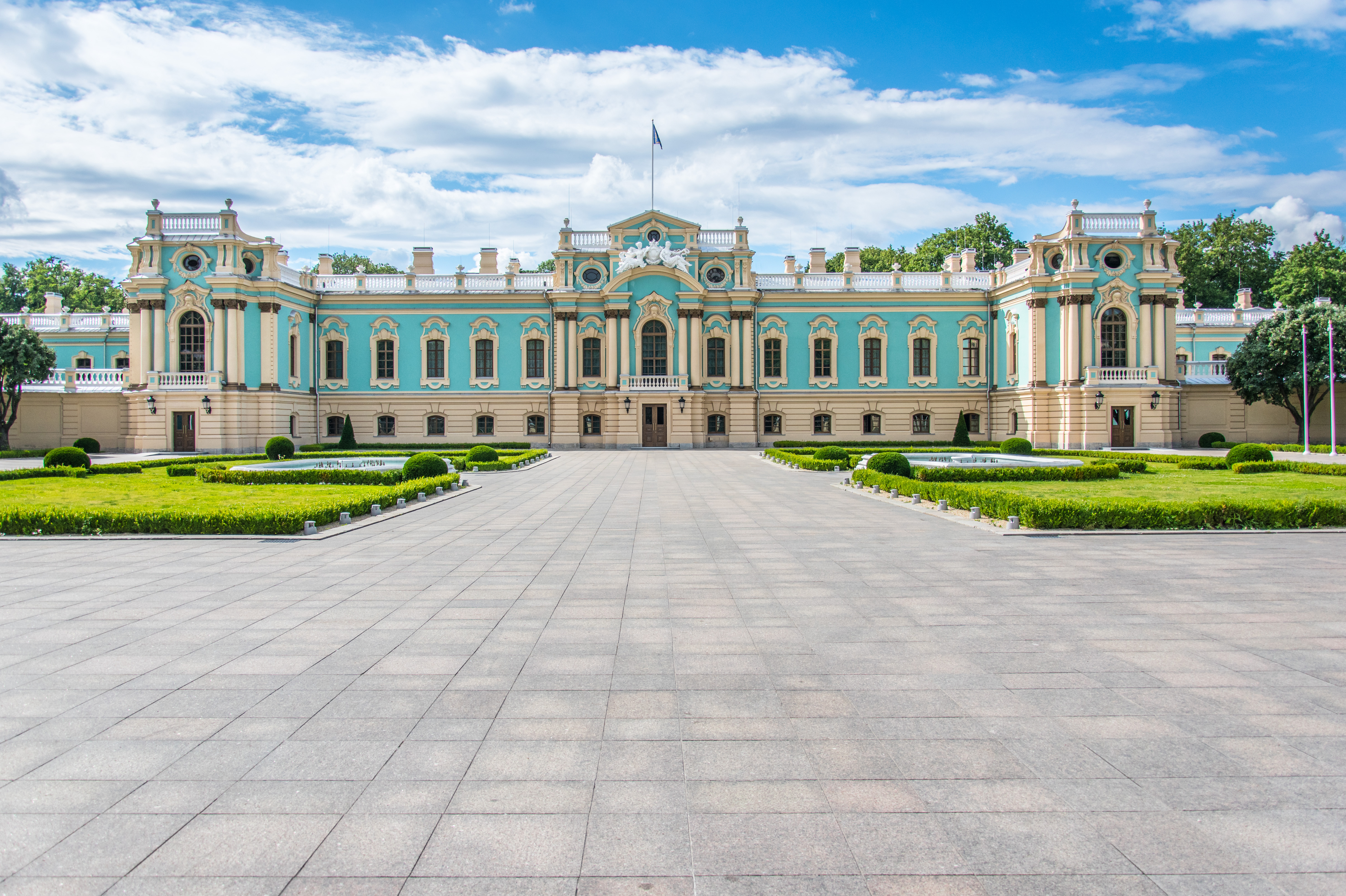
馬林斯基宮
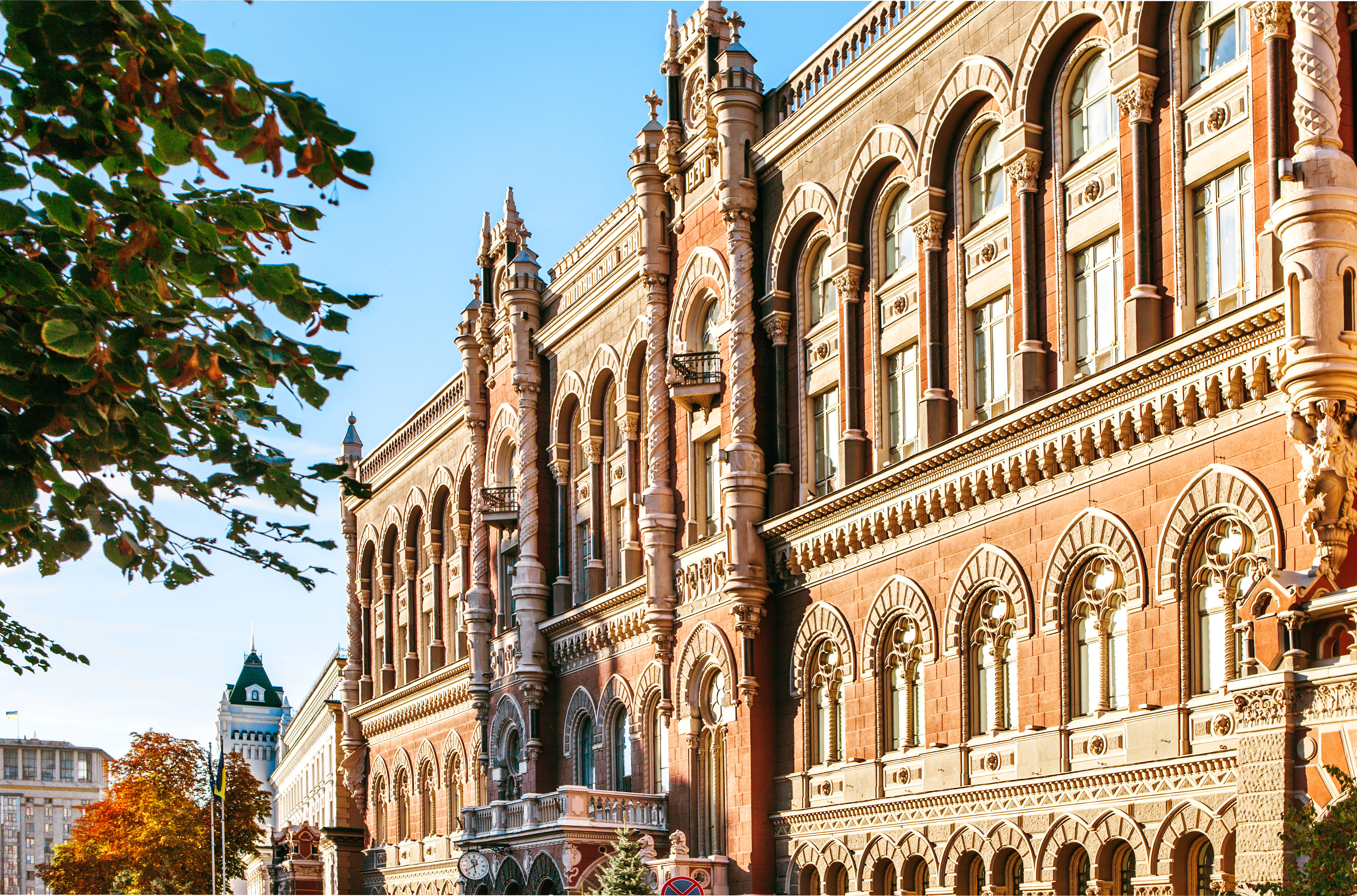
烏克蘭國家銀行
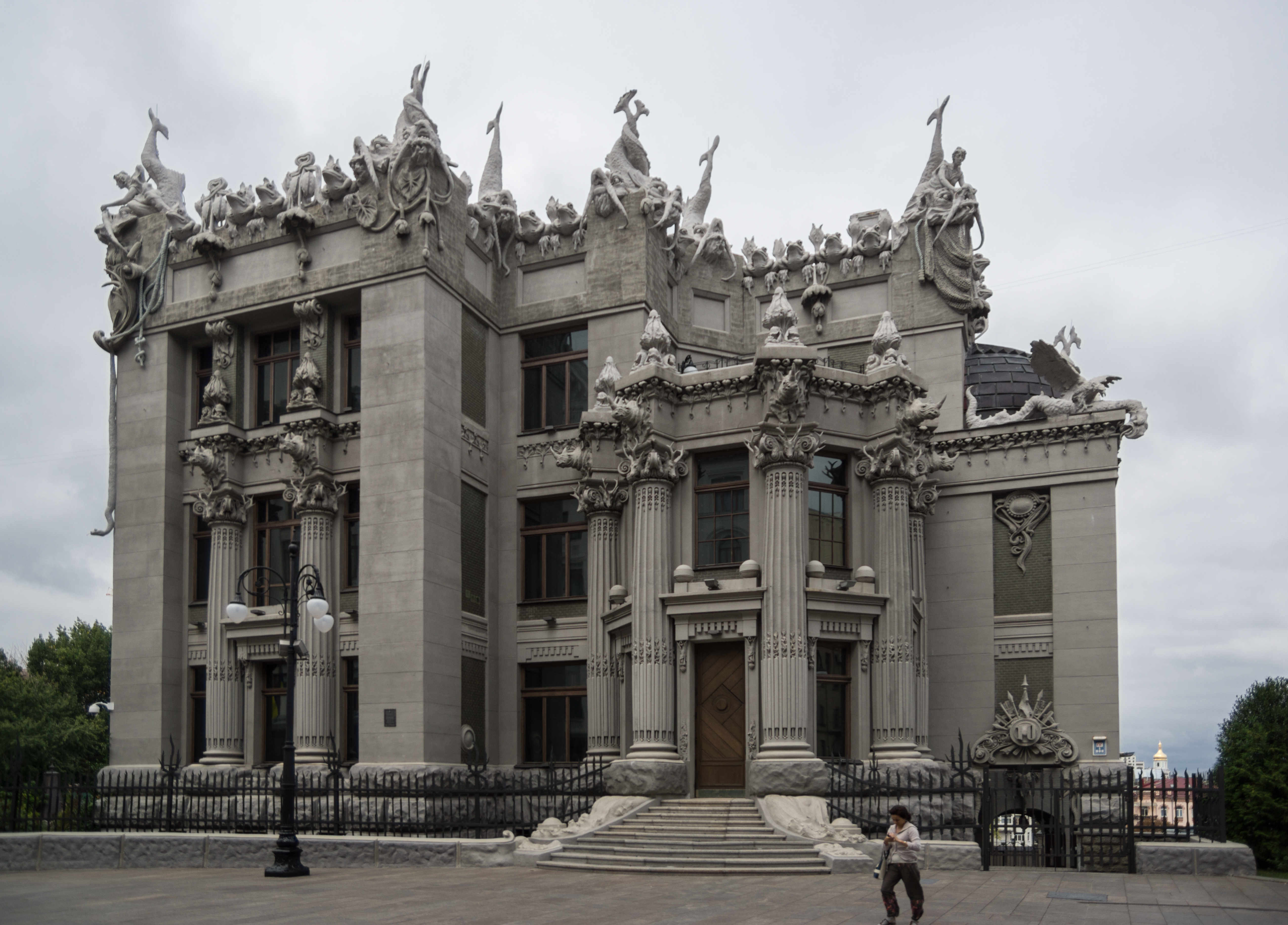
"House with Chimaeras"
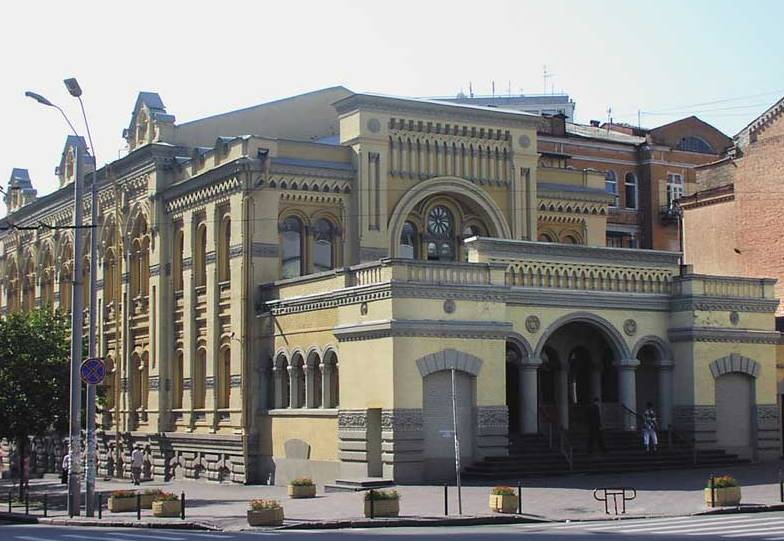
布羅斯基猶太會堂– 摩爾復興式建築

基輔最為知名的歷史建築為聖索菲亞大教堂和基輔洞窟修道院，兩者皆被聯合國教科文組織認定為世界遺產。其他值得一提的歷史建築包括馬林斯基宮、數座東正教教堂如聖米迦勒金頂修道院、聖安德烈教堂、聖沃洛基米爾大教堂、以及重建的金门等等。
基輔的現代重要地標之一是位於第聶伯河右岸乌克兰二战历史博物馆前的祖國之母巨型雕像。其他知名地點有圓柱型的薩柳特酒店與银鲛宅。基輔的知名紀念碑有索菲亚广场中央米哈伊爾·邁克辛的博格丹·赫梅利尼茨基纪念碑，圣弗拉基米尔纪念碑，羅斯施洗者雕像，马格德堡法律纪念碑，祖国母亲，独立纪念碑，薩姆森噴泉，位於第聶伯河堤岸的Kyi、Schek、Khoryv與Lybid四位傳說中基輔建立者的紀念碑。在市中心的獨立廣場中，分別建有歷史上的城市保衛者米迦勒與現代的保衛女神比列吉尼亞兩座雕像。安德烈斜坡是基輔最知名的歷史街道，也是重要的旅遊景點。這裡有狮心理查城堡、巴洛克型式的聖安德烈教堂、作家米哈伊尔·布尔加科夫博物馆、智者雅羅斯拉夫紀念碑等等。
基輔市內擁有眾多劇院，包括基輔歌劇院、伊凡·法蘭科國家學術戲劇劇院、萊斯雅·烏克蘭英卡國家學術俄羅斯戲劇劇院、基輔木偶劇院、十月宮、烏克蘭國家愛樂協會等等。其他重要的文化中心有杜甫仁科電影工作室和基輔馬戲團。市內最重要的博物館為基輔國立歷史博物館、乌克兰二战历史博物馆、國家藝術博物館、東西方藝術博物館、平丘克藝術中心和國家俄羅斯藝術博物館。基輔也有很多娛樂場所，有著百年歷史的基輔動物園占地40公頃，標本超過2,000隻。

### 體育

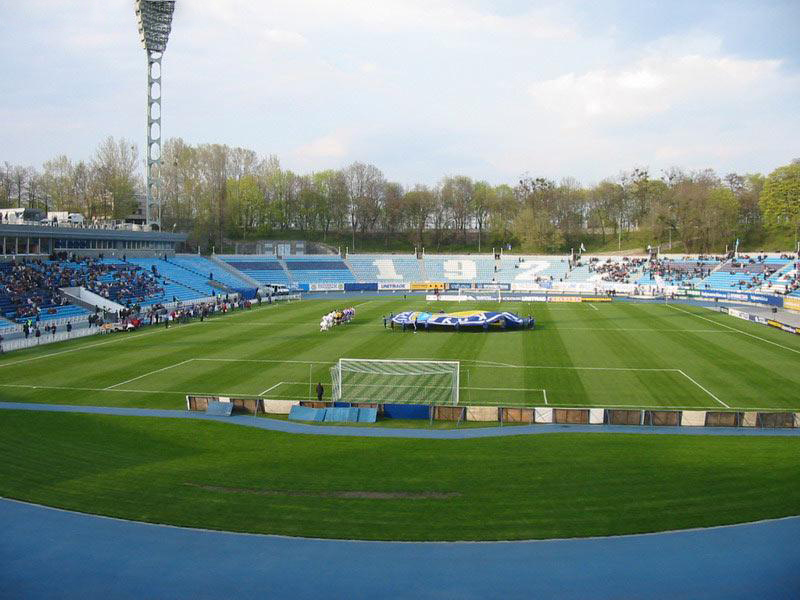
迪納摩球場

足球是基輔最多觀眾觀看的運動，籃球與冰上曲棍球緊接其後。基輔擁有眾多職業及業餘足球俱樂部，包括基輔兵工廠和基輔迪納摩兩隊都是烏克蘭足球超級聯賽的一員。其他傑出的運動俱樂部有基輔奧伯龍足球俱樂部、基輔隼冰球俱樂部和基輔籃球俱樂部。1980年夏季奧林匹克運動會由蘇聯主辦，基輔的奧林匹克體育場為了舉行足球預賽及八強賽而重建。該場館是基輔15座體育場館中最大的一座。最初設立目標是容納十萬人，在安裝獨立座位後可容納83,053名觀眾。基輔其他著名的體育場館有洛巴諾夫斯基迪納摩球場、體育宮等等。
基輔的野地遊戲、室內運動和水上運動集中在维什霍罗德的基輔水庫與第聶伯河上的特魯哈尼夫島，市中心對面有著許多優秀的河濱及休閒設施。此外，特魯哈尼夫島的越野自行車是另一項受歡迎的運動。基輔與波蘭和烏克蘭其他城市共同舉辦2012年歐洲足球錦標賽。三場小組賽、一場八強賽和決賽將在基輔奧林匹克體育場舉行。

### 旅遊
自2005年對歐盟成員國和瑞士實行免簽證制度以來，烏克蘭的外國遊客數量穩步增長。在2008-09年經濟衰退之前，基輔的外國訪問人數在三年內平均每年增長23%。[147] 2009年，共有 160萬遊客入住基輔酒店，其中近259,000 人（約 16%）是外國人。
在2012年歐洲足球錦標賽之後，這座城市成為歐洲遊客最受歡迎的目的地。當時登記了創紀錄的180萬外國遊客和約250萬國內游客。2018年上半年有超過850,000名外國遊客訪問基輔，而 2013年同期為660,000名遊客。截至2018年，5月至9月的酒店入住率平均為45－50%。旅館和三星級酒店入住率約為90%，四星級酒店入住率為65－70%。六家五星級酒店的平均入住率為50－55%。普通遊客一般在5月至10月旅遊，商務遊客則在9月至5月到來。

### 市歌
2014年，基輔市議會制定了市歌，該曲是一首名爲“我怎麼能不愛你，我的基輔！”的60年代歌曲（Як тебе не любити, Києве мій!）。

### 城市符號
七葉樹是基輔的象徵之一。它在1969年至1995年間使用的該市盾徽上大量出現。

## 交通運輸

### 地方運輸

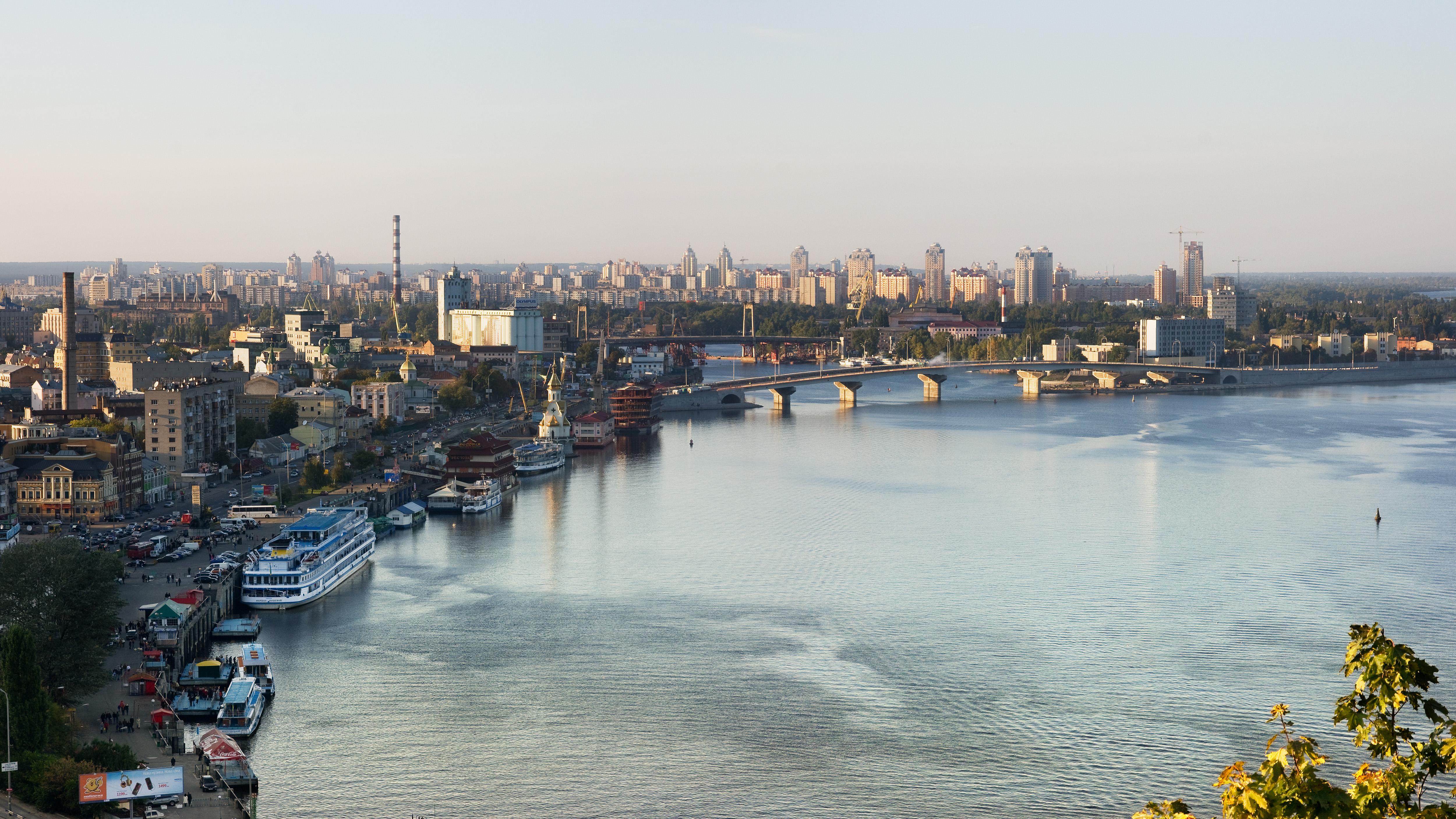
基輔港

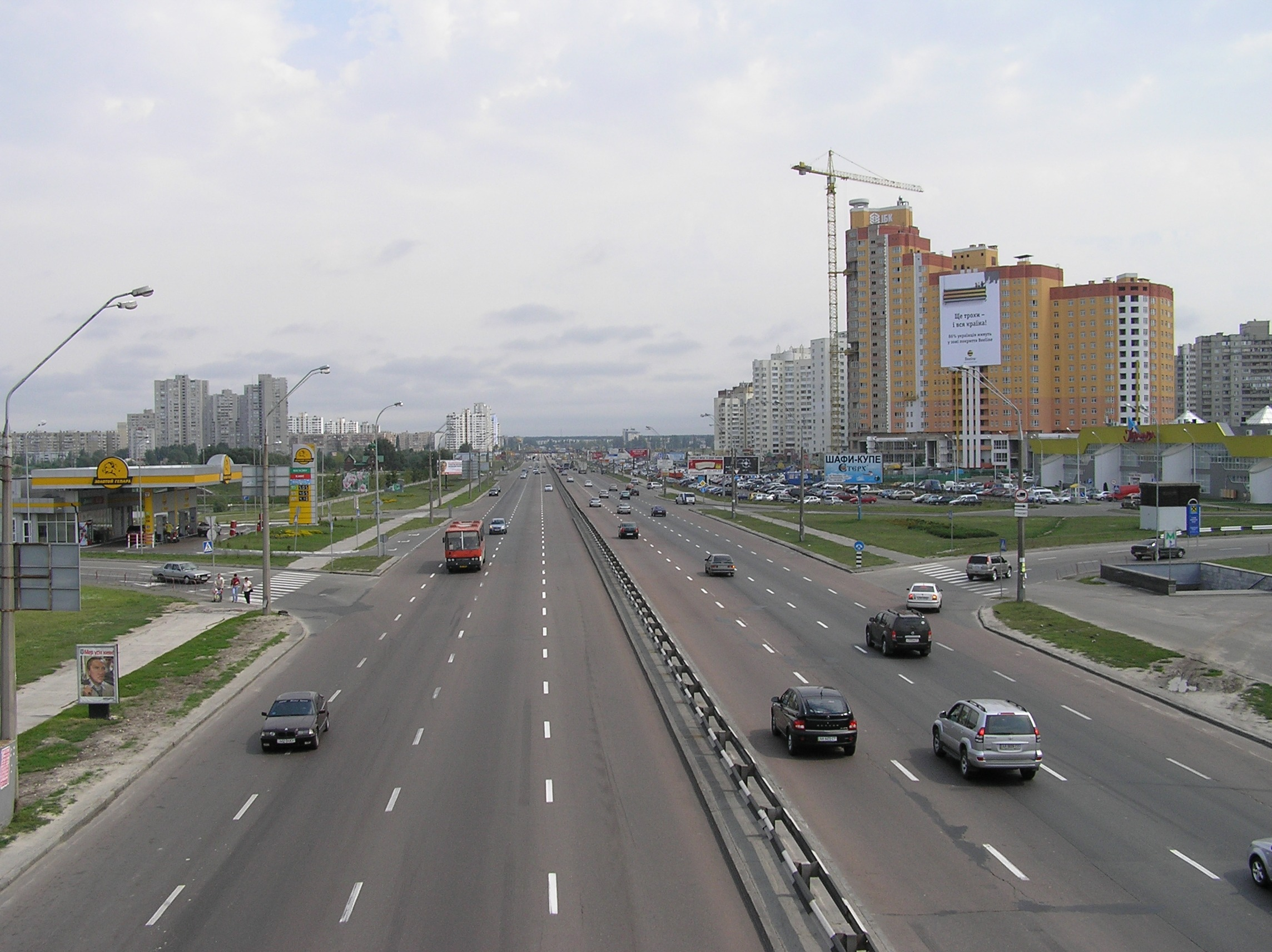
經過基輔的歐洲E40公路，是最長的歐洲高速公路

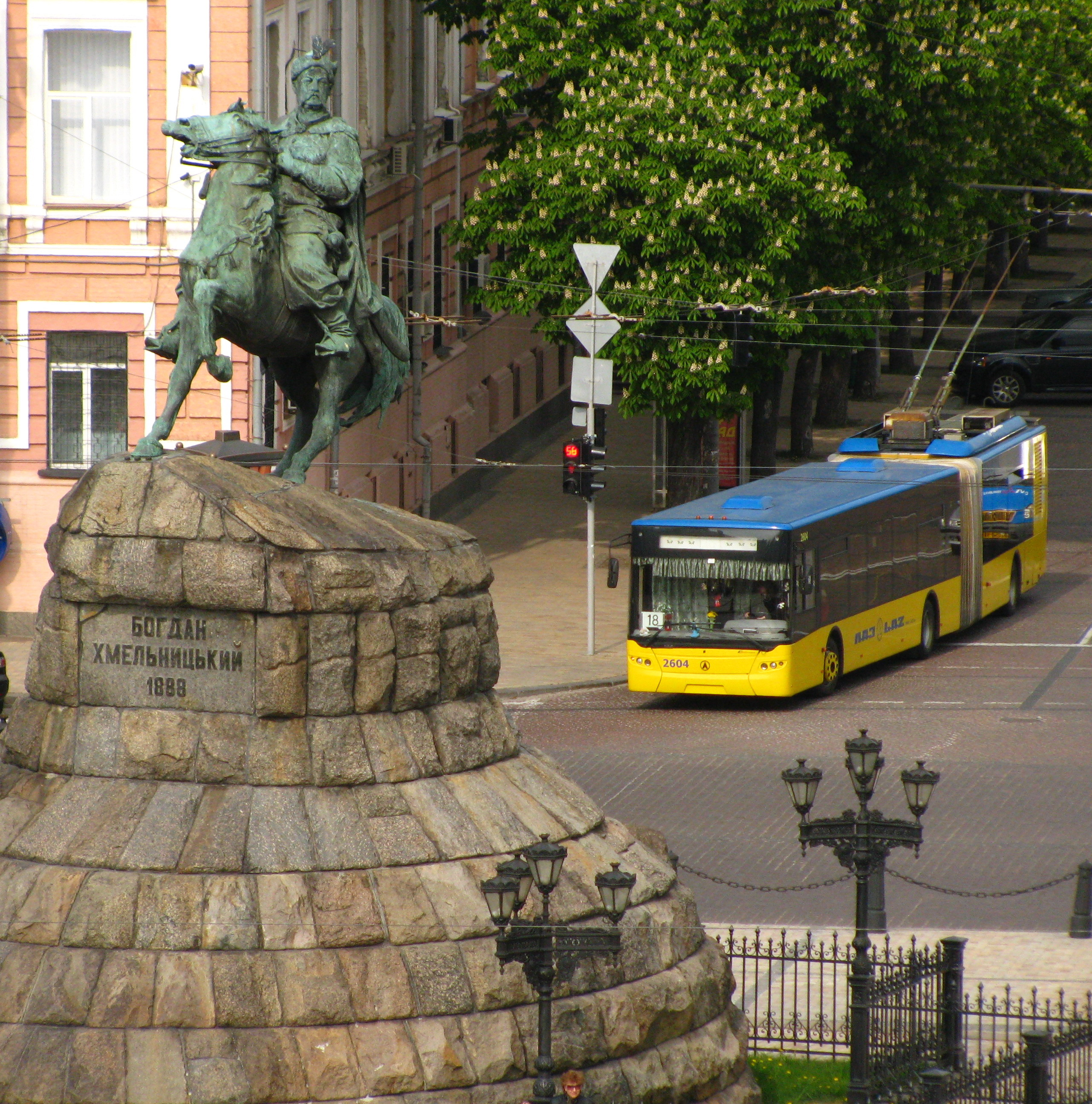
途徑索菲亞廣場的無軌電車

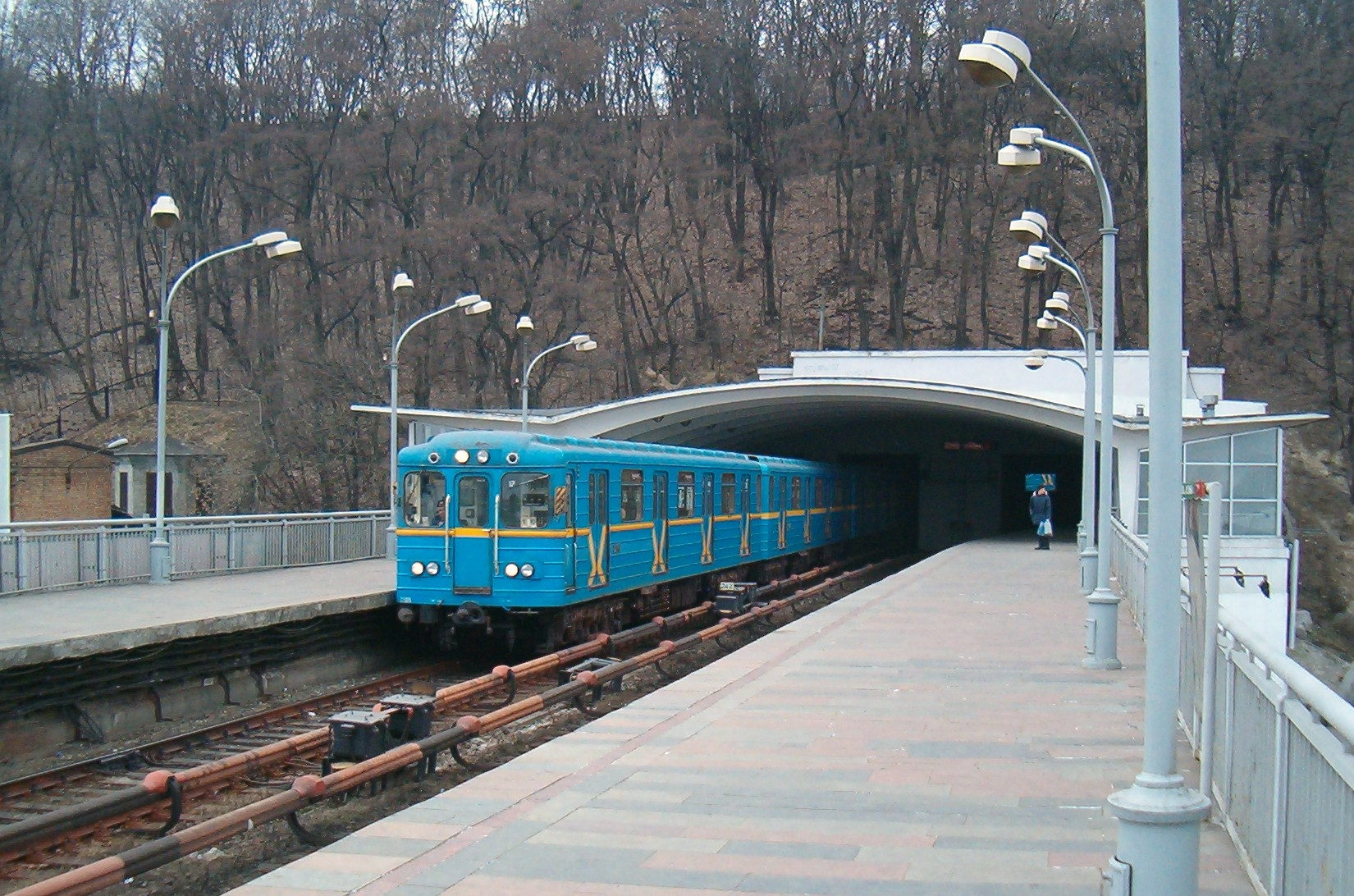
即將到达地铁1号线第聂伯站的列車

基輔的公共運輸包括了地鐵、公車、無軌電車和路面電車。公有的基輔地鐵涵蓋市內大部分地區，是最快速、最便利且可負擔的運輸網路。地鐵持續的往市界擴展以滿足需求，但其他公共運輸的維護狀況較差。特別是公共巴士的時刻表並不準確。公共電力無軌電車與路面電車較為準時，但設備老舊且資金不足。基輔電車曾一度是維護良好且被廣泛使用的運輸方式，但目前已逐漸被公車與無軌電車所汰換。基輔市內有三條地鐵線。基輔另一項特別的公共運輸系統是運行於陡峭第聶伯河右岸的基輔纜車。每日載客量約10,000－15,000人。
所有公共道路運輸都由「Kyivpastrans」市營公司管理。市政府提供大量補助，許多乘客（如老年人）可享有免費搭乘服務。
基輔公共運輸系統使用一種簡單、不計里程的收費制度：地面運輸系統方面，乘客在每次上車時必須購買車票；小學與高等教育的學生享有折扣；領取養老金的老年民眾可免費使用。月票以60次搭乘價格販賣，可使用於各種公共運輸系統（地鐵、公車、無軌電車、路面電車）。最近，私營的蘇式小型巴士開始出現於基輔街頭。小型巴士可運行於較小的住宅街道，路線也較為合宜便利。小型巴士乘客較少、速度較快、隨呼隨停，但也提升了事故發生率。私營小型巴士的票價與路線受市政府規範，單程費用雖高於公共巴士，但仍遠低於西歐。
基輔計程車市場不僅昂貴，也沒有足夠規範。尤其是每公里費用未受規範。私營計程車公司間的競爭激烈。多數允許電話預約。此外，基輔也常見到當地人（甚至是外國人）在路邊尋找須要搭乘計程車的乘客，提供臨時的計程車服務。交通堵塞與缺乏停車格成為基輔計程車日趨嚴重的問題。雖然目前允許在人行道停車，但這也造成行人的不便。

### 郊區交通運輸
郊區交通運輸以公車和短程火車（Eлектричка）為主。市內有幾個公車站提供了郊區運輸的服務。私營的蘇式小型巴士提供更快速和更頻繁的郊區的服務，目前在與大型巴士的競爭中佔了上風。
电气化列车目前由公營的烏克蘭鐵路營運。郊區火車不僅快速，就交通意外而言也有著極高的安全度。但是短程火車並不可靠，像是可能發生嚴重誤點，就犯罪而言也未必安全，列車車輛妥善度不高，尖峰時間也過度擁擠。
基輔目前有五條短程火車路線：
- 尼任（東北）
- 赫雷宾卡（東南）
- 米罗尼夫卡（南）
- 法斯蒂夫（西南）
- 科羅斯滕（西）

郊區列車在市內設有超過12站，讓各社區居民可以搭乘。
先前龐大的第聶伯河水翼船河運服務已消失，目前基輔河運剩下貨運、旅遊船隻和私人遊艇。

### 鐵路
鐵路是基輔主要的城市間運輸系統。這個城市擁有發達的鐵路基礎設施，包括長途客運車站、六座貨運站、倉庫和維修設施。但是，這系統仍未能滿足客運服務的需求。尤其基輔客運站是這座城市唯一的長途客運總站。
位於基輔右岸的達爾尼察車站目前正進行改建，未來將成為基輔長途客運樞紐，將可舒緩中央車站的繁忙交通。
第聶伯河上的橋梁是限制基輔鐵路系統發展的另一項問題。兩座鐵路橋只有一座可承受繁忙的鐵路交通使用。目前正建造一座鐵路公路兩用橋。

### 空中運輸
基輔的空中乘客運輸主要有兩大機場：鮑里斯波爾國際機場以國際航班為主，較小的基輔國際機場以國內和少數鄰國航班為主。鮑里斯波爾的國際航站較小但較現代化，2006年進行擴建。獨立的國內航站步行可到達。旅客要自烏克蘭前往其他國家多從鮑里斯波爾出發，其他烏克蘭機場如頓內次克、辛菲羅波爾、奧德薩等則提供少量的國際航班。基輔西北方的霍斯托梅爾則有安托諾夫機場。
基輔也是知名飛機製造商安托諾夫總部所在地。

### 道路
基輔的道路技術條件與維護都不佳。根據「Kyivavtodor市立道路公司」，基輔80%的路面使用時間已達15至30年，比標準年限（12年）高了1.5至3倍。

## 教育和科學

### 科學研究

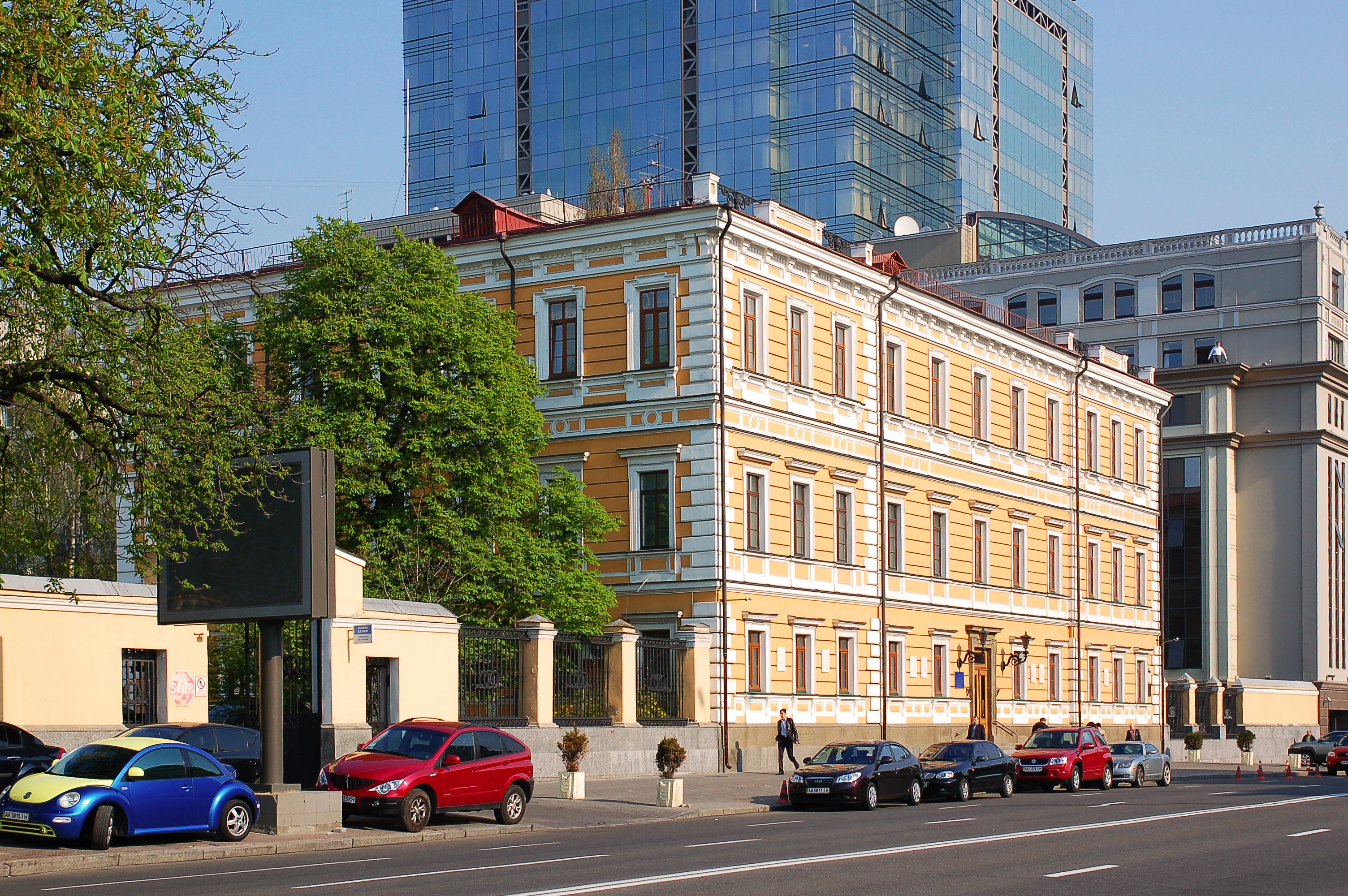
位於基輔的烏克蘭科學院

許多高等教育機構以及烏克蘭科學院附屬的許多研究機構都進行科學研究。 基輔是烏克蘭教育和科學部的所在地，也因其對醫學和計算機科學研究的貢獻而聞名。

### 大學教育

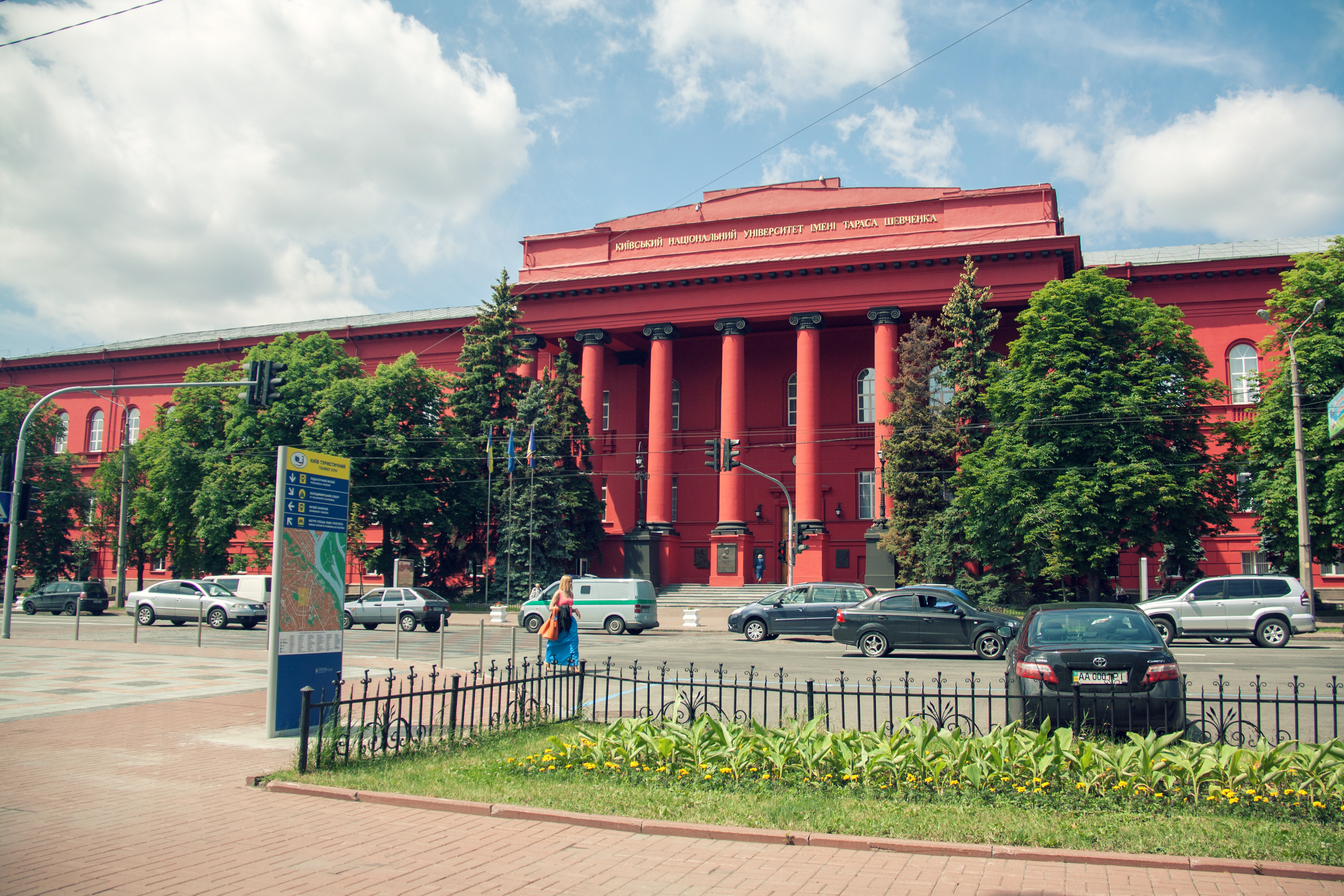
基輔國立塔拉斯·舍甫琴科大學

基輔擁有許多大學，包括基輔國立塔拉斯·舍甫琴科大學、國立科技大學「基輔理工學院」、國立基輔莫吉拉學院大學、基輔國立建築工業大學、基辅国立贸易经济大学、博戈莫列茨國立醫科大學和烏克蘭國家視覺藝術與建築學術院。基輔的高等教育機構總數達到200間，讓青年學子可追尋不同路線的研究。雖然傳統上教育仍由國家主導，但市內也有數間獲得許可的私有機構。

### 中學教育
基輔目前約有530間一般高中，680間托兒所與幼稚園。此外，還有成人夜校和專業技術學校。許多高等教育研究所都進行科學研究，此外，許多研究機構隸屬於烏克蘭國家科學院和烏克蘭工業部。基輔在醫學及計算機科學的研究上也十分著名。

### 公共圖書館
基輔市內有許多圖書館，其中附屬於科學院的維爾納茨基圖書館是最大且最重要的一座。國家圖書館隸屬於科學院，因為它是存放圖書館，因此充當科學院的檔案庫。 國家圖書館是世界上最重要的保存在愛迪生蠟筒上的猶太民間音樂的資料庫。 他們的猶太音樂民間傳說收藏（1912-1947年）於 2005 年被列入聯合國教科文組織的世界记忆计划。

## 友好城市
列表：
- 德国萊比錫（1961年起）[77]
- 土耳其安卡拉（1993年起）[78]
- 希腊雅典
- 巴庫
- 中华人民共和国北京（1993年起）[79]
- 塞爾維亞貝爾格勒
- 斯洛伐克布拉迪斯拉發[80]
- 比利时布魯塞爾
- 匈牙利布達佩斯
- 美国芝加哥
- 摩尔多瓦奇西瑙
- 英国蘇格蘭愛丁堡（1989年起）[81]
- 波蘭克拉科夫（1993年起）[82]
- 日本京都
- 白俄羅斯明斯克[83]
- 德国慕尼黑
- 丹麦歐登塞
- 法國巴黎
- 南非普勒托利亞
- 拉脫維亞里加[84]
- 義大利羅馬
- 智利聖地牙哥
- 保加利亚索菲亞
- 阿尔巴尼亚地拉那[85]
- 義大利佛羅倫斯
- 芬兰赫爾辛基
- 瑞典斯德哥爾摩
- 爱沙尼亚塔林
- 提比里西（1999年起）[86]
- 加拿大多倫多
- 法國土魯斯
- 波蘭華沙
- 中华人民共和国武漢
- 中华人民共和国苏州
- 奥地利維也納
- 立陶宛維爾紐斯
- 亞美尼亞葉里溫
- 印度尼西亞雅加达

## 外部連結
- 基輔市政府（乌克兰語）
- 基輔市政府的Facebook專頁（乌克兰語）
- YouTube上的基輔頻道（乌克兰語）
- 基輔的Instagram帳戶（乌克兰語）
- 基輔的X（前Twitter）
- 基輔市國家管理局的Telegram
- YouTube上的基輔（1977）
- YouTube上的讓我們結識。俄語語言課程。課26.在基輔開會（1980）
- 《老基輔》介紹基輔歷史街道 （页面存档备份，存于）